# Polónia
Polónia (português europeu) ou Polônia (português brasileiro) (em polonês/polaco:  Polska, pronunciado: [ˈpɔlska] (escutarⓘ)), oficialmente República da Polónia (em polonês/polaco:  Rzeczpospolita Polska, pronunciado: [ʐɛt͡ʂpɔˈspɔlit̪a ˈpɔlska] (escutarⓘ)), é um país da Europa Central que tem fronteiras comuns com a Alemanha a oeste; com a Chéquia e a Eslováquia ao sul; com a Ucrânia e a Bielorrússia a leste; com o Mar Báltico, o Oblast de Kaliningrado (um exclave russo) e a Lituânia ao norte. A área total da nação é 312 679 quilômetros quadrados, o que a torna o 69.º maior país do mundo e o 9.º maior da Europa. Com uma população de mais de 38,5 milhões de pessoas, a Polônia é o 34.º país mais populoso do mundo, o quinto membro mais populoso da União Europeia (UE) e o Estado pós-comunista mais populoso da UE. A Polônia é um Estado unitário dividido em 16 voivodias (subdivisões administrativas).
Muitos historiadores traçam o estabelecimento do Estado polonês em 966, quando Mieszko I, governante de um território mais ou menos com a mesma extensão que o da atual Polônia, se converteu ao catolicismo. O Reino da Polônia foi fundado em 1025 e em 1569 cimentou uma associação política de longa data com o Grão-Ducado da Lituânia, assinando a União de Lublin, que acabou por formar a Comunidade Polaco-Lituana. A Comunidade gradualmente deixou de existir nos anos 1772-1795, quando o território polaco foi dividido entre o Reino da Prússia, o Império Russo e a Áustria. A Polônia recuperou sua independência (como a Segunda República Polonesa), no final da Primeira Guerra Mundial, em 1918.
Duas décadas depois, em setembro de 1939, a Segunda Guerra Mundial começou com a invasão da Polônia pela Alemanha nazista e a União Soviética (como parte do Pacto Molotov-Ribbentrop). Mais de seis milhões de cidadãos poloneses morreram na guerra. Em 1944, a República Popular da Polônia foi proclamada e, em 1947, depois de um breve período de uma guerra civil de baixa intensidade, referendos e eleições fraudadas, o país se tornou um dos integrantes da Cortina de Ferro, o conjunto de países aliados da União Soviética. Durante as Revoluções de 1989, o governo comunista polonês foi derrubado e a Polônia adotou uma nova constituição, que estabeleceu o país como uma democracia e o renomeou para Terceira República Polonesa.
A Polônia é um país desenvolvido com economia avançada e com padrões de vida elevados. Apesar da enorme destruição causada no país pela Segunda Guerra Mundial, a Polônia conseguiu preservar grande parte da sua riqueza cultural. Há no país 16 lugares inscritos na lista de Patrimônio Mundial da UNESCO, além de outros 54 "Monumentos Históricos". Atualmente, a Polônia é considerada um país com um desenvolvimento humano "muito alto".

## Etimologia
A origem do nome Polônia ainda é incerta. Pode derivar de palavras polonesas como polo (campo).

## História

### Pré-história
Os historiadores postularam que ao longo da Antiguidade Tardia diversos grupos étnicos povoaram a região atualmente conhecida como Polónia. A exata etnia e afiliação linguística destes grupos ainda é motivo de acalorados debates; a data e a rota tomada pelos colonizadores originais eslavos nestas regiões, em particular, desperta grande controvérsia.
O mais famoso achado arqueológico da pré-história da Polónia é a colónia fortificada de Biskupin (reconstruída atualmente como um museu), que remonta à cultura lusaciana (uma etnia que habitava perto do Rio Neisse) da Idade do Ferro, por volta de 700 a.C.

### Fundação, Idade do Ouro e Comunidade Polaco-Lituana

Comunidade Polaco-Lituana em sua máxima extensão

A Polónia foi fundada em meados do século X, pela dinastia Piast. O primeiro governante polaco historicamente verificado, Miecislau I, foi batizado em 966 e adotou então o catolicismo como religião oficial do seu país. No século XII, a Polónia fragmentou-se em diversos Estados menores, que foram posteriormente devastados pelos exércitos mongóis da Horda Dourada em 1241, 1259 e 1287. Em 1320, Ladislau I tornou-se rei de uma Polónia reunificada. Seu filho, Casimiro III da Polônia, é lembrado como um dos maiores reis polacos da história. A Peste Negra, que afetou grande parte da Europa de 1347 a 1351, não chegou à Polónia.
Sob a dinastia Jaguelônica, a Polónia forjou uma aliança com seu vizinho, o Grão-Ducado da Lituânia. Começou então, após a União de Lublin, uma idade do ouro que se estendeu ao longo do século XVI e que deu origem à Comunidade Polaco-Lituana. A szlachta (nobreza) da Polónia, muito mais numerosa do que nos países da Europa Ocidental, orgulhava-se de suas liberdades e de seu sistema parlamentar. Durante este período próspero, a Polónia expandiu as suas fronteiras de modo a tornar-se o maior país da Europa.

### Era das partilhas

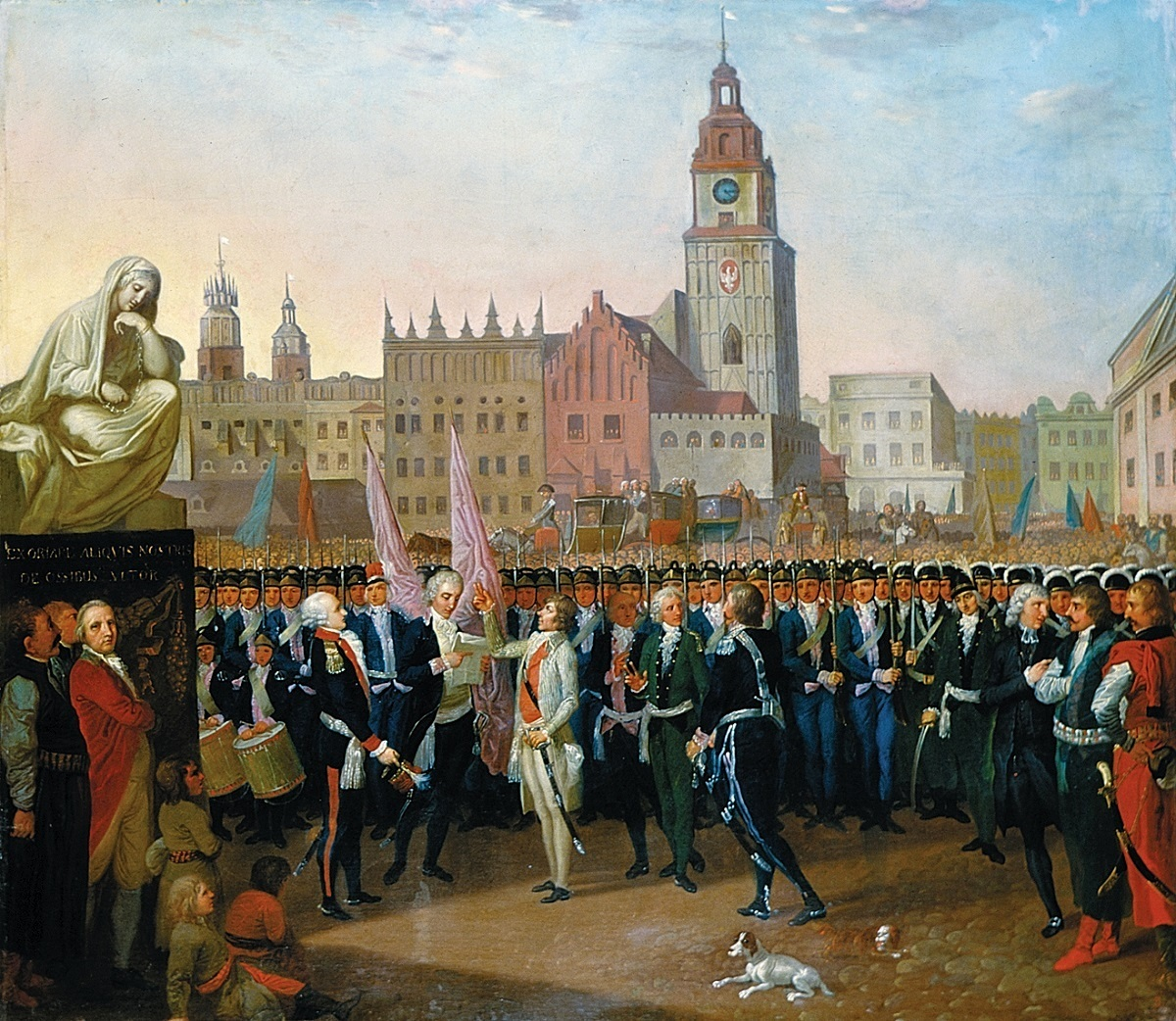
Tadeusz Kosciuszko faz o juramento ao rei no Rynek, em Cracóvia, 1794

Em meados do século XVII, uma invasão sueca (o chamado "Dilúvio") e a revolta cossaca de Chmielnicki, que devastaram o país, marcaram o final da idade do ouro. A gradual deterioração da Comunidade, que passou de potência europeia a uma situação de quase anarquia controlada pelos vizinhos, foi marcada por diversas guerras contra a Rússia e pela ineficiência governamental causada pelo Liberum Veto (segundo o qual cada um dos membros do parlamento tinha o direito de dissolvê-lo e de vetar projetos de lei). As tentativas de reformas foram frustradas pelas três partilhas da Polónia (1772, 1793 e 1795) que condenaram o país a desaparecer do mapa e seu território a ser dividido entre Rússia, Prússia e Áustria.
Os polacos ressentiram-se desta situação e rebelaram-se em diversas ocasiões contra as potências que partilharam o país, em especial no século XIX. Em 1807, Napoleão restabeleceu um Estado polaco, o Ducado de Varsóvia, mas em 1815, após as guerras napoleónicas, o Congresso de Viena tornou a partilhar o país. A porção oriental coube ao tsar russo, e era regida por uma constituição liberal. Entretanto, os tsares logo trataram de restringir as liberdades polacas e a Rússia terminou por anexar de facto o país. Posteriormente no século XIX, a Galícia (então governada pela Áustria) e, em particular, a Cidade Livre de Cracóvia, tornaram-se um centro da vida cultural polaca.

### Reconstituição e Segunda Guerra Mundial

Mapa da Segunda República Polonesa

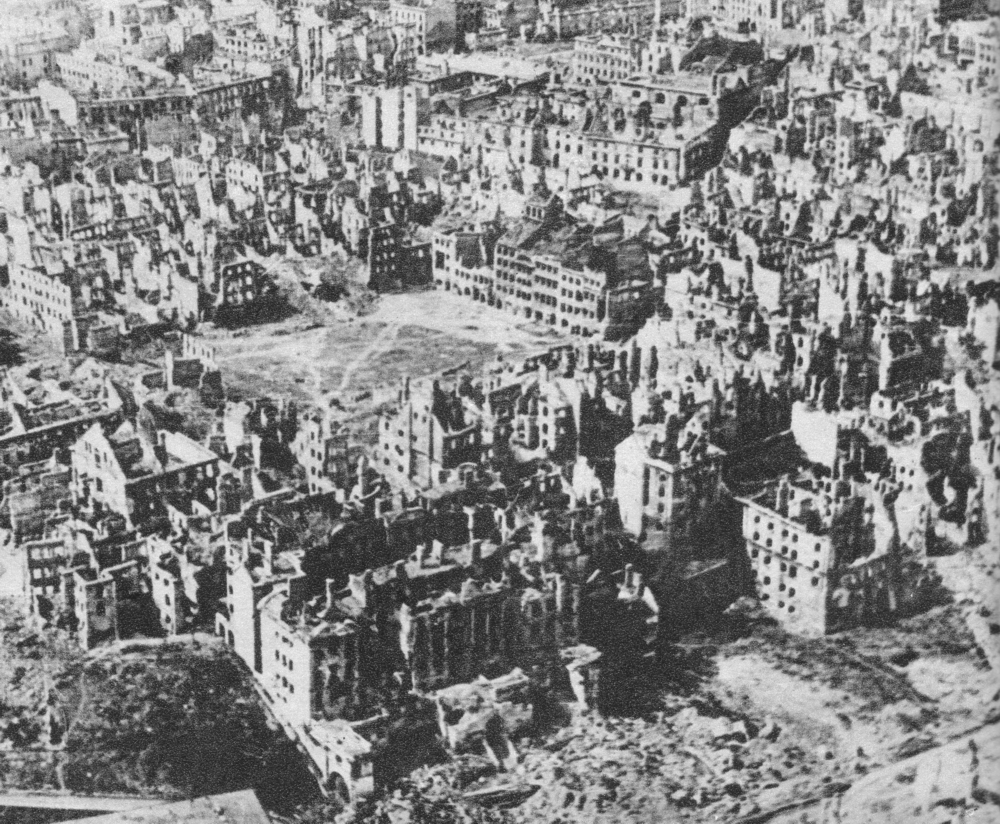
Varsóvia em ruínas em 1945, após a destruição causada pela Segunda Guerra Mundial

Durante a Primeira Guerra Mundial, os Aliados concordaram em restabelecer a Polónia, conforme o ponto 13 dos Catorze Pontos do presidente dos Estados Unidos Woodrow Wilson. Pouco depois do armistício alemão de novembro de 1918, a Polónia recuperou sua independência, numa fase histórica conhecida como "Segunda República Polaca". A independência foi reafirmada após uma série de conflitos, em especial a Guerra Polaco-Soviética (1919-1921), quando a Polónia infligiu uma derrota acachapante ao Exército Vermelho.
O golpe de maio de 1926, por Józef Piłsudski, entregou as rédeas da república polaca ao movimento Sanacja (uma coalizão em busca da "limpeza moral" da política do país). Este movimento controlou a Polónia até a eclosão da Segunda Guerra Mundial, em 1939, quando tropas nazis (em 1 de setembro) e soviéticas (em 17 de setembro) invadiram o país. Varsóvia capitulou em 28 de setembro. Conforme o Pacto Ribbentrop-Molotov, a Polónia foi partilhada em duas zonas, uma ocupada pela Alemanha e outra, a leste, ocupada pela União Soviética.
De todos os países envolvidos na guerra, a Polónia foi o que mais perdeu em vidas, proporcionalmente à população total: mais de seis milhões de habitantes morreram, metade deles judeus. Foi da Polónia a quarta maior contribuição em tropas para o esforço de guerra aliado, após a URSS, o Reino Unido e os Estados Unidos, além de ter sido o primeiro país a lutar contra a Alemanha Nazi. Ao final do conflito, as fronteiras do país foram movidas na direção Oeste, de modo a levar a fronteira oriental para a linha Curzon. Entrementes, a fronteira ocidental passou a ser a linha Óder-Neisse. A nova Polónia emergiu 20% menor em território (menos 77 500 km²). O redesenho dos limites forçou a migração de milhões de pessoas, principalmente polacos, alemães, ucranianos e judeus.

### Período pós-guerra

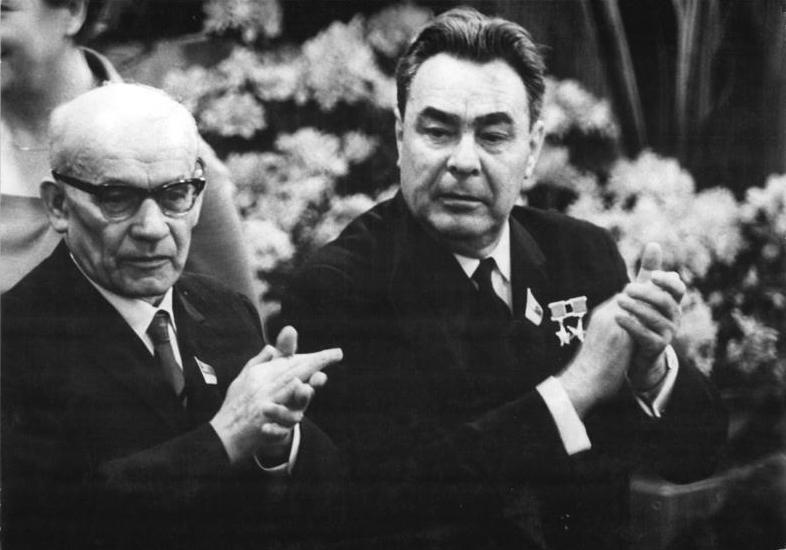
Władysław Gomułka ao lado de Leonid Brezhnev na Alemanha Oriental

Por insistência de Josef Stalin, a Conferência de Yalta sancionou a formação de um novo governo polonês provisório e pró-comunista em Moscou, que ignorou o governo polonês no exílio em Londres, um movimento que enfureceu muitos poloneses que consideraram isto uma traição por parte dos Aliados. Em 1944, Stalin havia feito garantias a Churchill e Roosevelt de que ele iria manter a soberania da Polônia e permitir eleições democráticas; no entanto, após alcançar a vitória em 1945, as autoridades soviéticas de ocupação organizaram uma eleição que constitui nada mais do que uma farsa e foi usada para reivindicar a "legitimidade" da hegemonia soviética sobre os assuntos poloneses. A União Soviética instituiu um novo governo comunista na Polônia, análogo a maior parte dos governos do resto do Bloco de Leste. Como em toda a Europa comunista a ocupação soviética da Polônia enfrentou uma resistência armada desde o seu início, que continuou na década de 1950. Apesar das objeções generalizadas, o novo governo polaco aceitou a anexação soviética das regiões orientais do pré-guerra da Polônia (em particular as cidades de Wilno e Lwów) e concordou com a guarnições permanentes de unidades do Exército Vermelho no território polonês. O alinhamento militar no âmbito do Pacto de Varsóvia durante a Guerra Fria surgiu como um resultado direto dessa mudança na cultura política polonesa e no cenário europeu veio a caracterizar a integração de pleno direito da Polônia na fraternidade das nações comunistas.
A República Popular da Polônia (em polonês/polaco:  Polska Rzeczpospolita Ludowa) foi oficialmente proclamada em 1952. Em 1956, após a morte de Bolesław Bierut, o regime de Władysław Gomułka tornou-se temporariamente mais liberal, libertando muitas pessoas da prisão e expandindo algumas liberdades civis. Uma situação semelhante se repetiu nos anos 1970 sob o governo de Edward Gierek, mas na maior parte do tempo houver perseguição contra grupos de oposição anticomunistas. Apesar disso, a Polônia era na época considerado um dos Estados menos opressivas do bloco soviético.
As agitações trabalhistas de 1980 levaram à formação do sindicato independente "Solidariedade" (Solidarność) que, com o tempo, tornou-se uma força política. Em 1989, venceu as eleições parlamentares. Lech Wałęsa, um candidato do Solidariedade, venceu as eleições presidenciais em 1990. O movimento Solidariedade prenunciou o colapso do comunismo na Europa Oriental.

### Era contemporânea

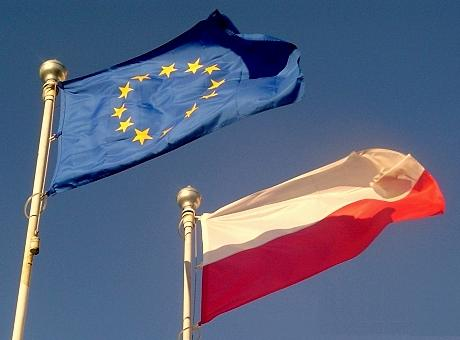
A Polônia entrou na OTAN em 1999 e desde 2004 é membro da União Europeia

Um programa de terapia de choque, iniciado por Leszek Balcerowicz no início de 1990, permitiu ao país transformar sua economia planificada de estilo socialista em uma economia de mercado. Tal como acontece com todos os outros países do antigo "Império Soviético", a Polônia sofreu uma queda temporária em normas sociais e econômicas, mas tornou-se o primeiro país pós-comunista a atingir seus níveis de PIB pré-1989, que atingiram, em 1995, em grande parte graças a expansão da sua economia.
Mais visivelmente, houve várias melhorias em direitos humanos, como liberdade de expressão, liberdade na internet (sem censura), liberdades civis (1ª classe) e direitos políticos (1ª classe), de acordo com a Freedom House. Em 1991, o país tornou-se membro do Grupo de Visegrád e juntou-se a aliança da Organização do Tratado do Atlântico Norte (OTAN), em 1999, juntamente com a República Checa e Hungria. Os poloneses votaram então para aderir à União Europeia em referendo em junho de 2003, sendo que o país se tornou um membro pleno em 1 de maio de 2004. A Polônia aderiu ao Espaço Schengen em 2007 e, como resultado, suas fronteiras com outros Estados-membros da União Europeia foram desmanteladas, permitindo total liberdade de circulação dentro da maior parte da Europa.
Em contraste com isso, a seção da fronteira oriental da Polônia que agora compreende a fronteira externa da UE com Bielorrússia, Rússia e Ucrânia, tornou-se cada vez mais bem protegida e levou, em parte, para a cunhagem da expressão "Fortaleza da Europa", em referência a aparente 'impossibilidade' de permitir entrada na UE para os cidadãos da antiga União Soviética. Em 2012, o país aderiu a Agência Espacial Europeia e ao Comitê de Ajuda ao Desenvolvimento.

## Geografia

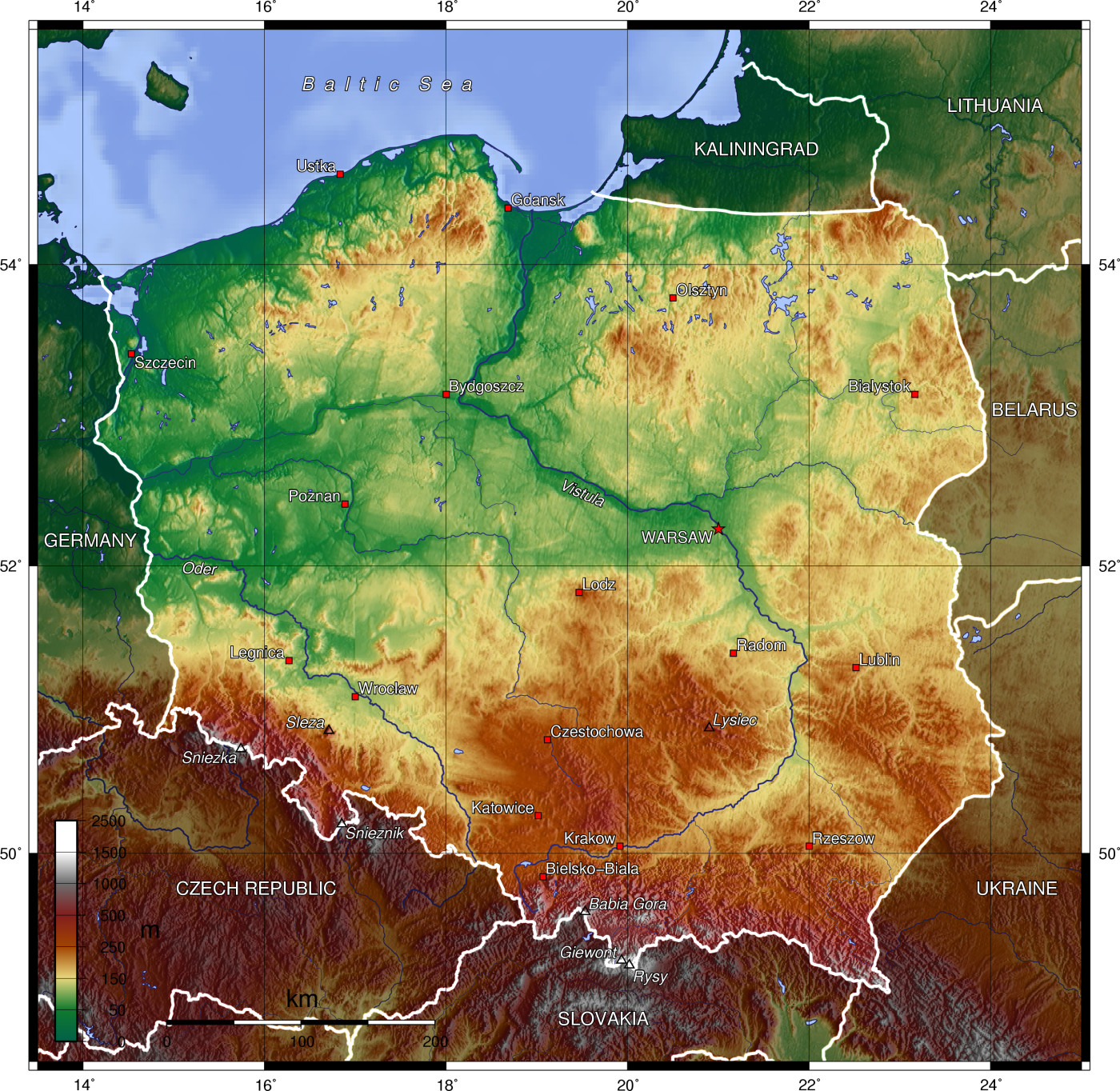
Mapa topográfico da Polônia

A paisagem da Polónia consiste quase inteiramente em terras baixas da planície da Europa do Norte, com uma altitude média de 173 metros, embora os Sudetos (incluindo o Karkonosze) e os Cárpatos (incluindo os montes Tatra, onde se encontra o ponto mais alto da Polónia, o Rysy, com 2 499 m de altitude) constituem a fronteira Sul.
Vários grandes rios atravessam a planície, nomeadamente o Vístula (Wisła), o Oder (Odra), o Wadra, e o Bug Ocidental. A Polónia contém ainda mais de 9 300 lagos, especialmente no norte do país. A Masúria (Mazury) é a maior e mais visitada região lacustre da Polónia. Sobrevivem restos das antigas florestas: veja a lista de florestas na Polónia.
A Polónia tem um clima temperado, com invernos frios, encobertos e moderadamente severos, com precipitação frequente, e verões suaves, com aguaceiros e trovoadas frequentes.

### Geologia e topografia

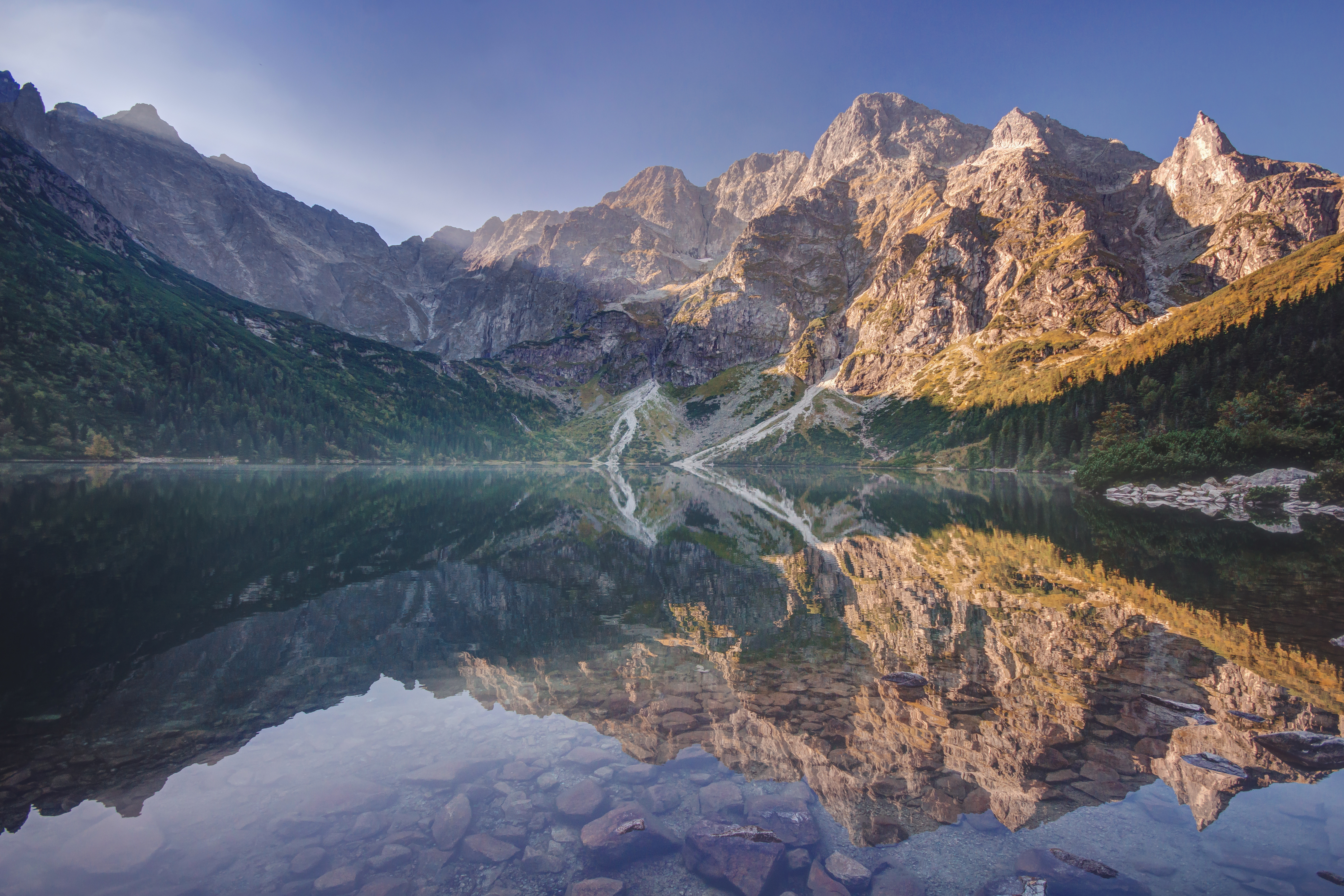
Montanhas Tatra

A estrutura geológica da Polónia foi formada por uma colisão continental de Europa e África há mais de 60 milhões de anos, e de uma glaciação ocorrida na Europa no período quaternário, entre outros. Ambos os processos originaram os Sudetos e os Cárpatos. A paisagem Morena no norte da Polónia contém solos na maioria constituídos por areia ou marga, e os vales de rios da idade do gelo contém loess. O planalto de Cracow Częstochowa, a cadeia de montanhas "Pieniny", e a cadeia de montanhas "Tatras Ocidentais" consistem de calcário, e o Alto Tatras, os Montes Beskids, e os Montes Karkonosze são feitos de granito e basalto. Os montes Kraków-Częstochowa são uma das mais antigas cadeias de montanhas do mundo.
A Polônia tem 21 montanhas acima de 2 000 m, todas nas Montanhas Tatra. Os Tatras, que consistem no Alto Tatras e Tatras Ocidentais, é o grupo de montanhas mais altas da Polónia. Nos Tatras se localiza o ponto mais alto da Polónia, o pico de Rysy (2 499 m). E no seu sopé se localiza um lago, o Morskie Oko. O segundo maior grupo de montanhas da Polónia são os montes Beskides, em que o mais alto pico é o Babia Góra (1 725 m). O terceiro maior grupo de montanhas é o Karkonosze, em que o pico mais alto é o Śnieżka (1 602 m). Entre as mais belas montanhas da Polónia são os Montes Bieszczady no sudeste da Polónia, que tem como ponto mais elevado em território polaco o Tarnica, com uma elevação de 1346 m. Turistas também frequentam os Montes Gorce no Parque Nacional dos montes Gorce, com elevações médias de (1 300 m).
Na costa do Mar Báltico estão dunas costeiras, Żuławy Wiślane, a Lagoa Vístula, a Lagoa Szczecin, a ilha de Wolin (com o Parque Nacional Wolin) e os lagos - Łebsko, Dąbie (na cidade de Szczecin) e Miedwie. A maior parte da Polônia é ocupada por terras baixas e altas. Partes naturais particularmente importantes das terras baixas incluem o Distrito do Lago Masurian, o vale do rio Biebrza e a Floresta Białowieża (Parque Nacional Białowieża). A parte dominante das terras altas é densamente povoada (Cracóvia, Lublin, Katowice, Częstochowa, Sosnowiec, Kielce), mas há muitos lugares de valor natural nesta área, por exemplo, Terras altas Kielce.

### Hidrografia

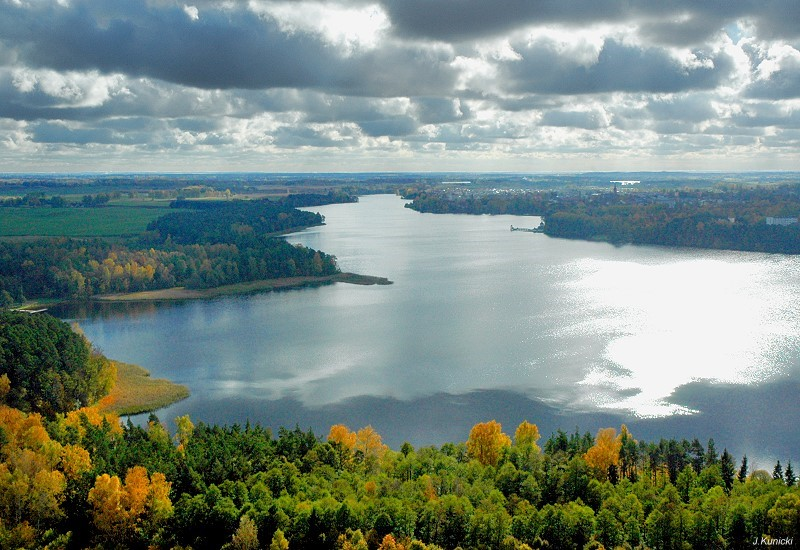
Masúria, região da Polônia que tem mais de dois mil lagos

Os maiores rios são o Vístula (em polonês/polaco:  Wisła), (1 047 km ou 651 milhas); o Oder (em polonês/polaco:  Odra)que forma parte da fronteira ocidental da Polónia, (854 km ou 531 milhas); seu afluente, o Warta, (808 km ou 502 milhas); e o Bug, um afluente do Vístula, (772 km).
O Vístula e o Oder desaguam no Mar Báltico, com muitos deltas na Pomerania. O rio Łyna e Angrapa desaguam pelo Rio Pregolya para o Báltico, e o Rio Czarna Hańcza deságua no Báltico pelo Neman. Embora a grande maioria dos rios na Polónia desaguam no Mar Báltico, os cursos d'água polacos têm origem no Orava, que deságua passando pelo Rio Váh e pelo Danúbio para o Mar Negro.Os rios orientais têm origem em alguns riachos que desaguam no Rio Dniestre para o Mar Negro.
Os rios polacos são usados desde muito tempo para navegação. Os Viquingues, por exemplo, viajaram pelo Vístula e pelo Oder em seus Navios Dragão. Na Idade Média e na antiguidade moderna, quando a Polônia-Lituânia foi um dos grandes estados mercadores da Europa, o carregamento de grãos e outros produtos agrícolas viajando em direção ao Vístula (Gedano) e que seguia para a Europa Oriental teve grande importância.

## Demografia

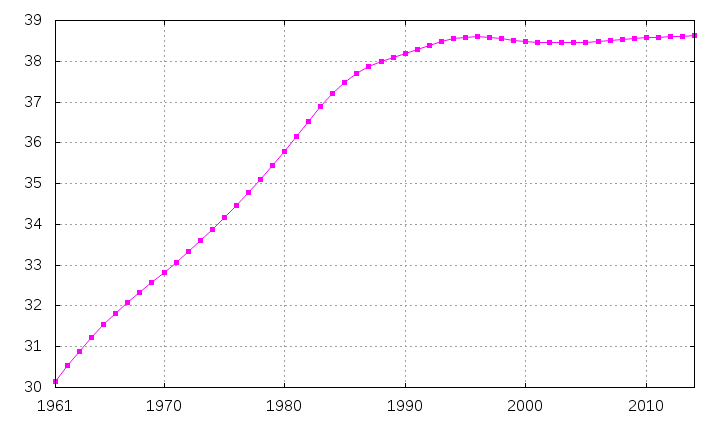
Evolução demográfica da Polónia de 1961-2003

A Polônia, com 38 544 513 habitantes, tem a oitava maior população na Europa e a quinta maior da União Europeia. Possui uma densidade populacional de 122 habitantes por quilômetro quadrado. Historicamente, o território polonês contém muitas línguas, culturas e religiões. O país tinha uma população judaica particularmente grande antes da Segunda Guerra Mundial, quando o regime da Alemanha nazista levou ao Holocausto. Estima-se que cerca de 3 milhões de judeus viviam na Polônia antes da guerra, sendo que apenas 300 mil deles sobreviveram ao conflito. O resultado da guerra, especialmente a mudança das fronteiras polonesas na área entre a Linha Curzon e a Linha Oder-Neisse, juntamente com a expulsão de minorias no pós-guerra, reduziu significativamente a diversidade étnica do país. Mais de 7 milhões de alemães fugiram ou foram expulsos do lado polaco da fronteira Oder-Neisse.
Nos últimos anos, a população polonesa diminuiu devido ao aumento da emigração e ao acentuado declínio da taxa de natalidade. Desde a adesão da Polônia à União Europeia, um número significativo de poloneses emigrou, principalmente para Reino Unido, Alemanha e Irlanda em busca de melhores oportunidades de trabalho no exterior. Em abril de 2007, a população polaca no Reino Unido subiu para cerca de 300 mil pessoas e as estimativas colocam a população polaca na Irlanda em 65 mil indivíduos. Algumas fontes afirmam que o número de cidadãos poloneses que emigraram para o Reino Unido depois de 2004 pode chegar a 2 milhões.
Isso, no entanto, é contrastado por uma tendência recente que mostra que mais poloneses estão entrando no país do que deixando-o. A taxa de fecundidade total na Polônia foi estimada em 2013 em 1,32 crianças nascidas por mulher, que está abaixo da taxa de 2,1 substituição. Minorias polonesas ainda estão presentes em países vizinhos, como Ucrânia, Bielorrússia e Lituânia, assim como em outros países. No total, o número de poloneses étnicos que vivem no exterior é estimado em torno de 20 milhões. O maior número de poloneses que vivem fora da Polônia está nos Estados Unidos.

### Composição étnica e idiomas

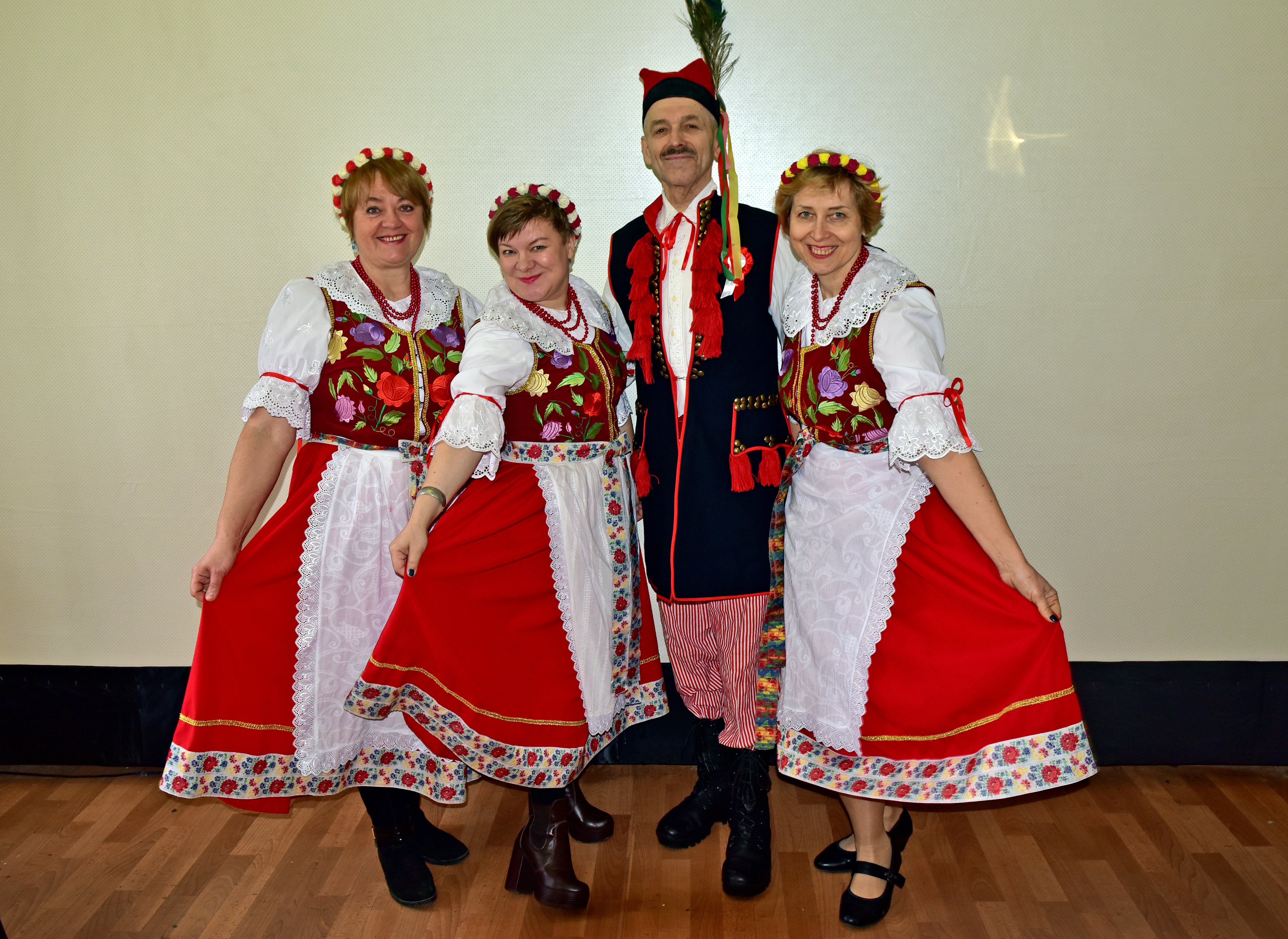
Traje tradicional polonês

De acordo com o censo de 2002, 36 983 700 pessoas, ou 96,74% da população, consideram-se poloneses, enquanto 471 500 (1,23%) declararam outra nacionalidade e 774 900 (2,03%) não declararam qualquer nacionalidade. As maiores nacionalidades e grupos étnicos minoritários na Polônia são silesianos (173 153 segundo o censo), alemães (152 897 segundo o censo, 92% dos quais vivem em Opole e Silésia), bielorrussos (c. 49 000), ucranianos (c. 30 000), lituanos, russos, ciganos, judeus, lemkos, eslovacos, tchecos e tártaros poloneses. Entre os cidadãos estrangeiros, os vietnamitas são o maior grupo étnico, seguido pelos gregos e armênios.
A língua polonesa, que faz parte do ramo ocidental eslavo das línguas eslavas, é a língua oficial da Polônia. Até poucas décadas atrás, o russo era comumente aprendido como uma segunda língua, mas foi substituído pelo inglês e alemão como segundas línguas mais comuns estudadas e faladas.

### Religião
| Religião na Polónia | Religião na Polónia | Religião na Polónia | Religião na Polónia | Religião na Polónia |
| ------------------- | ------------------- | ------------------- | ------------------- | ------------------- |
| Religião            |                     |                     | Percentagem         |                     |
| Catolicismo         | Catolicismo         |                     | 91%                 | 91%                 |
| Sem religião        | Sem religião        |                     | 3%                  | 3%                  |
| Ateísmo             | Ateísmo             |                     | 2%                  | 2%                  |
| Ortodoxismo         | Ortodoxismo         |                     | 1%                  | 1%                  |
| Outros              | Outros              |                     | 2%                  | 2%                  |

Até a Segunda Guerra Mundial, a Polônia era uma sociedade religiosamente diversa, na qual grupos cristãos ortodoxos, protestantes, católicos romanos e judaicos substanciais coexistiam. Na Segunda República Polonesa, o catolicismo romano era a religião dominante, declarado por cerca de 65% dos cidadãos polacos, seguido de outras denominações cristãs e cerca de 3% de crentes no judaísmo. Como resultado do Holocausto e da expulsão de populações alemãs e ucranianas no período pós-guerra, a população polonesa tornou-se esmagadoramente católica romana. Em 2007, 88,4% da população pertencia à Igreja Católica. Embora as taxas de prática religiosa sejam mais baixas, em 52% ou 51% dos católicos poloneses, a Polônia continua a ser um dos países mais religiosos da Europa.

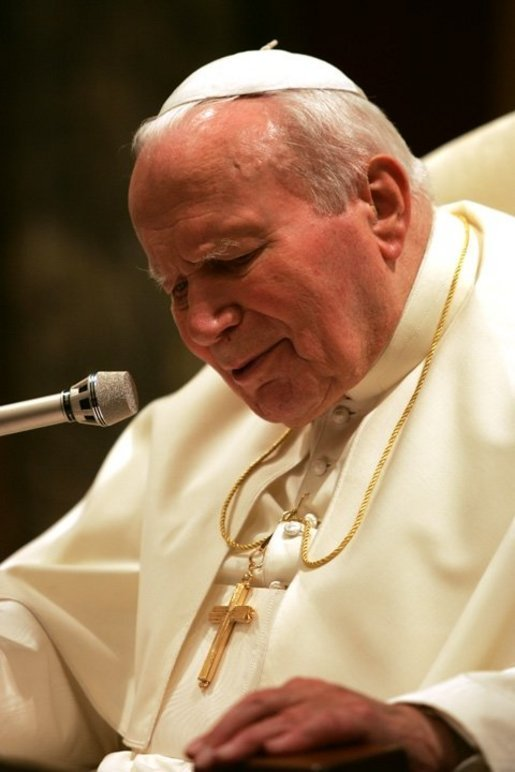
O Papa João Paulo II nasceu na Polônia

De 16 de outubro de 1978 até sua morte, em 2 de abril de 2005, Karol Józef Wojtyła (mais tarde, o Papa João Paulo II), um nativo polonês, reinou como Sumo Pontífice da Igreja Católica Romana. Ele foi o único Papa eslavo e polaco até à data e foi o primeiro papa não italiano desde o neerlandês Papa Adriano VI em 1522. Além disso, é creditado por ter desempenhado um papel significativo em acelerar a queda do comunismo na Polônia e em toda a Europa Central e Oriental. É famoso por ter dito aos poloneses, no auge do comunismo, em 1979, que "não tenham medo", e depois de orar: "Venha o teu Espírito descer e mudar a imagem da terra … esta terra".
As minorias religiosas incluem cristãos ortodoxos (506 800), protestantes (cerca de 150 mil), Testemunhas de Jeová (126 827), católicos orientais, católicos poloneses, mariavitas, judeus e muçulmanos (incluindo os tártaros de Białystok).
A liberdade de religião está garantida pela lei 1.989 da constituição polaca, que permite o surgimento de denominações adicionais. No entanto, por causa da pressão do episcopado polonês, a exposição da doutrina entrou no sistema de ensino público. De acordo com uma pesquisa de 2007, 72% dos entrevistados não se opuseram a instrução religiosa nas escolas públicas; cursos alternativos de ética estão disponíveis apenas em um por cento de todo o sistema educacional público polonês.

## Governo e política

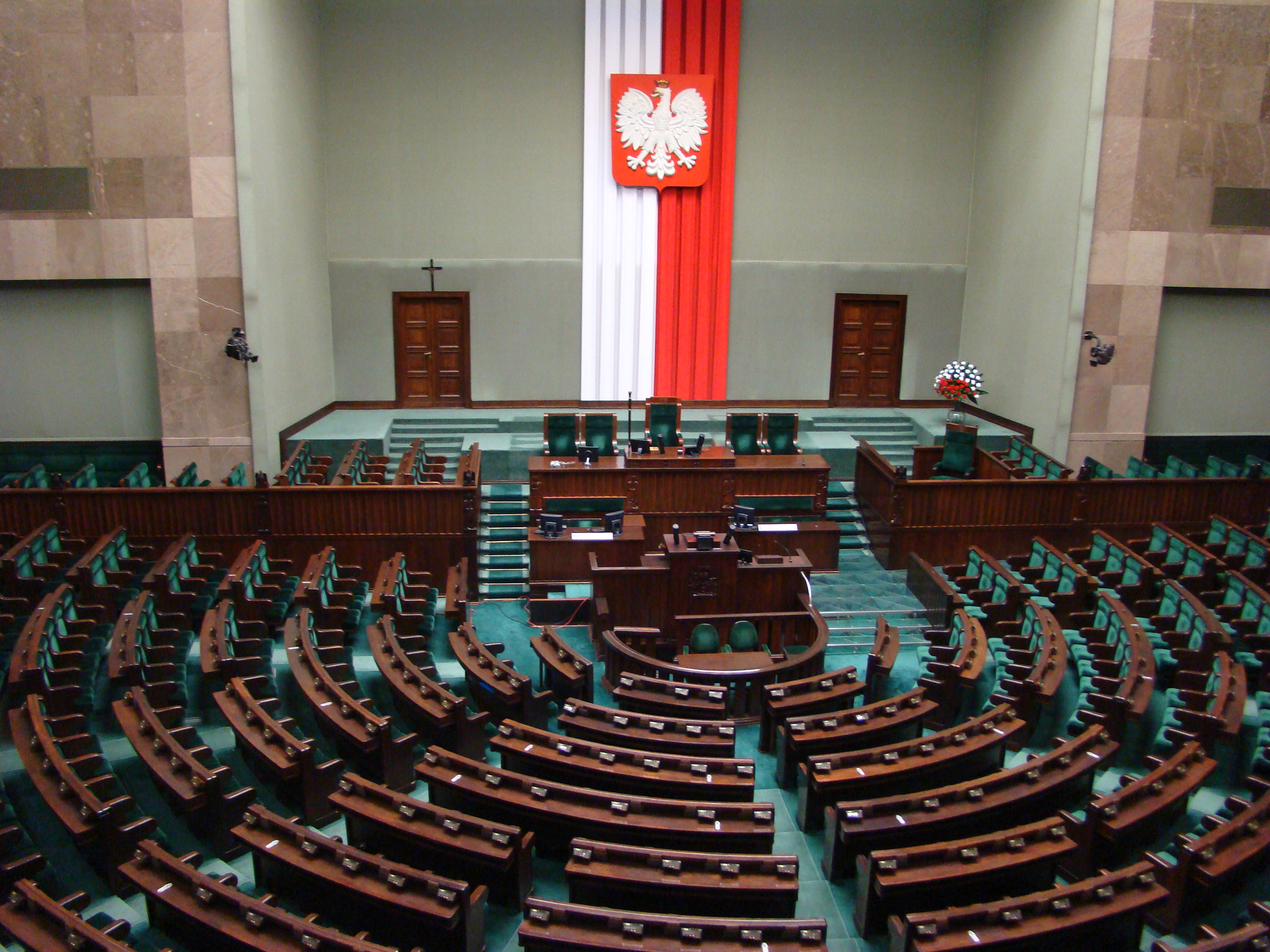
Assembleia Nacional da Polônia

A Polônia é uma democracia que adota o sistema parlamentarista de governo. O presidente é o chefe de Estado e o primeiro-ministro, chefe de governo. O governo compõe-se do conselho de ministros (gabinete). Incumbe ao presidente nomear o governo por proposta do primeiro-ministro, com base na maioria parlamentar (ou de coligação) da câmara baixa do parlamento (o Sejm). O presidente é eleito por voto direto a cada cinco anos. Os membros do Sejm são eleitos pelo menos a cada quatro anos por voto direto.
O parlamento polaco constitui-se por duas câmaras: o senado, com cem cadeiras, e o Sejm, com 460 cadeiras. Este último é eleito por representação proporcional. Com excepção de partidos de minorias étnicas, apenas as agremiações que ultrapassem 5% dos votos nacionais podem ter deputados no Sejm. Quando em sessão conjunta, o senado e o Sejm formam a Assembleia Nacional (Zgromadzenie Narodowe), convocada quando o presidente assume o cargo, é indiciado pelo Tribunal de Estado ou é declarado incapaz devido a sua saúde.
O poder Judiciário inclui o Supremo Tribunal da Polónia (Sąd Najwyższy), o Supremo Tribunal Administrativo, o Tribunal Constitucional e o Tribunal de Estado. O presidente Bronisław Komorowski sucedeu de Lech Kaczyński, o qual morreu num acidente aéreo no dia 10 de abril de 2010 na região do aeroporto de Smolensk, no oeste da Rússia. O atual presidente é Andrzej Duda do partido Lei e Justiça eleito em 2015.

### Forças armadas

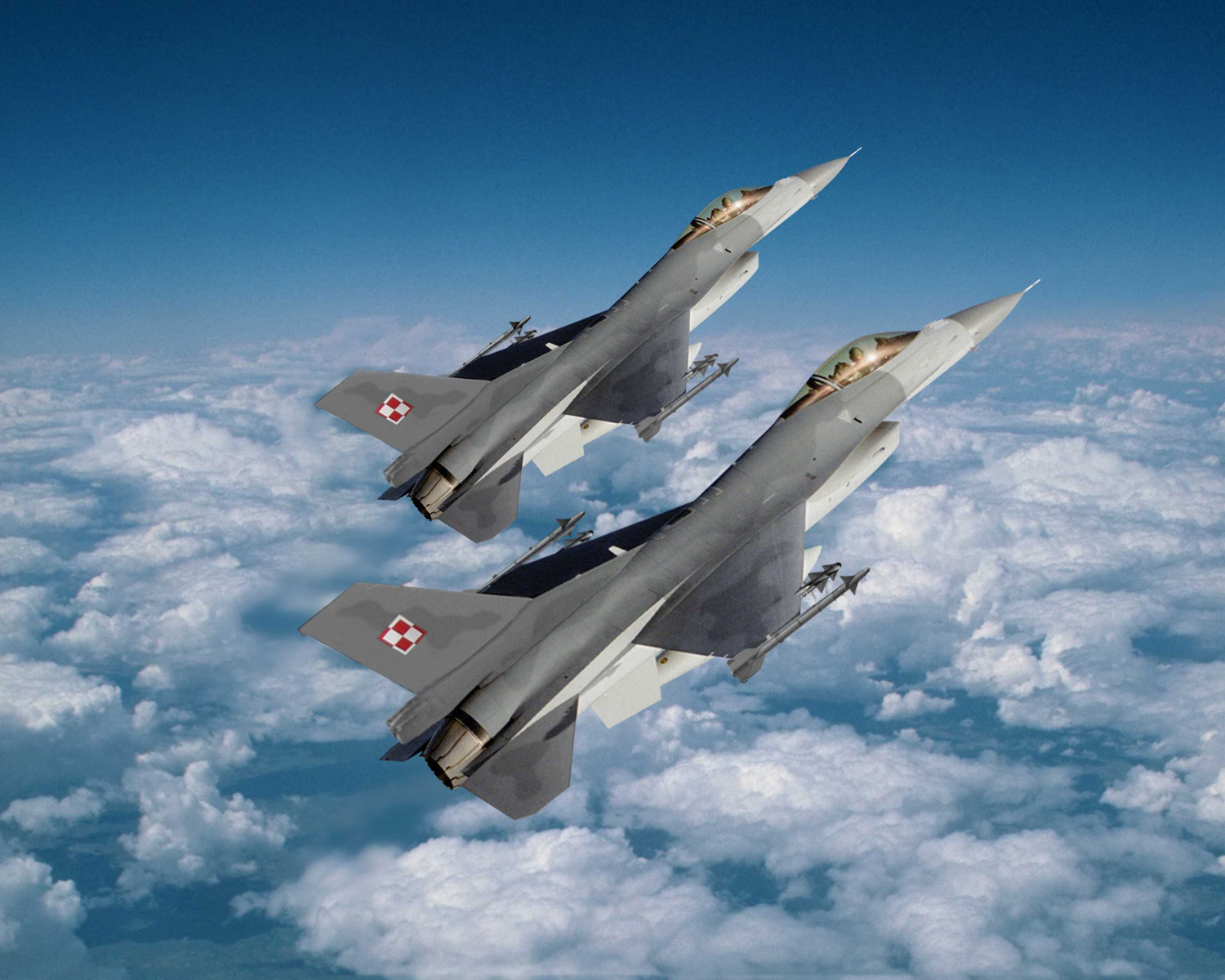
Caças F-16 da Força Aérea Polaca

As forças armadas polacas são divididas em quatro subdivisões: Exército (Wojska Lądowe), Marinha (Marynarka Wojenna), Força Aérea (Siły Powietrzne) e as Forças especiais (Wojska Specjalne).
A mais importante missão da Forças Armadas Polacas é defender a soberania do governo sobre o território e defender os interesses da Polónia no exterior. O objetivo das forças armadas é também ajudar as tropas da OTAN e na Defesa da Europa, seja na economia, seja nas instituições políticas, através da modernização e reorganização dos seus militares.
A doutrina das Forças Armadas da Polónia tem a mesma natureza defensiva da de seus parceiros da OTAN. A Polónia passou a ter um papel cada vez mais relevante como uma potência de manutenção da paz, através de várias missões de paz com as forças das Nações Unidas.
As despesas militares da Polónia aumentaram muito significativamente desde 2022 e da guerra russo-ucraniana, passando de 1,9% do PIB em 2014 para 3,9% em 2023, o que faz da Polónia o país da NATO que dedica a maior parte do seu PIB ao exército. Estima-se também que o país gastará cerca de 120 mil milhões de euros em novas armas até 2035 e aumentará a dimensão do seu exército de 175 000 para 300 000.

Desde 2014, os Estados Unidos aumentaram a sua presença militar na Polónia. Os americanos têm agora uma base permanente e quase 10 000 soldados em solo polaco.

## Subdivisões
As atuais dezesseis províncias da Polónia ("voivodias", polaco województwa, singular województwo) baseiam-se nas regiões históricas do país. As voivodias são governadas por "voivodas" (governadores) e seus órgãos legislativos chamam-se sejmiks. As voivodias subdividem-se em powiaty (singular powiat).
| \| Voivodia \| Voivodia \| Capital ou capitais \| \| \| em polaco \| Capital ou capitais \| \| ------------------- \| ------------------- \| ---------------------------------- \| \| Cujávia-Pomerânia \| Kujawsko-Pomorskie \| Bydgoszcz / Toruń \| \| Grande Polónia \| Wielkopolskie \| Poznań \| \| Pequena Polónia \| Małopolskie \| Cracóvia \| \| Lodz \| Łódzkie \| Lodz \| \| Baixa Silésia \| Dolnośląskie \| Breslávia \| \| Lublin \| Lubelskie \| Lublin \| \| Lubúsquia \| Lubuskie \| Gorzów Wielkopolski / Zielona Góra \| \| Mazóvia \| Mazowieckie \| Varsóvia (Capital nacional) \| \| Opole \| Opolskie \| Opole \| \| Podláquia \| Podlaskie \| Białystok \| \| Pomerânia \| Pomorskie \| Gdansk \| \| Silésia \| Śląskie \| Katowice \| \| Subcarpácia \| Podkarpackie \| Rzeszów \| \| Santa Cruz \| Świętokrzyskie \| Kielce \| \| Vármia-Masúria \| Warmińsko-Mazurskie \| Olsztyn \| \| Pomerânia Ocidental \| Zachodniopomorskie \| Estetino \| |                     |                                    |
| |                     |                                    |
| Voivodia | Voivodia            | Capital ou capitais                |
| | em polaco           | Capital ou capitais                |
| Cujávia-Pomerânia | Kujawsko-Pomorskie  | Bydgoszcz / Toruń                  |
| Grande Polónia | Wielkopolskie       | Poznań                             |
| Pequena Polónia | Małopolskie         | Cracóvia                           |
| Lodz | Łódzkie             | Lodz                               |
| Baixa Silésia | Dolnośląskie        | Breslávia                          |
| Lublin | Lubelskie           | Lublin                             |
| Lubúsquia | Lubuskie            | Gorzów Wielkopolski / Zielona Góra |
| Mazóvia | Mazowieckie         | Varsóvia (Capital nacional)        |
| Opole | Opolskie            | Opole                              |
| Podláquia | Podlaskie           | Białystok                          |
| Pomerânia | Pomorskie           | Gdansk                             |
| Silésia | Śląskie             | Katowice                           |
| Subcarpácia | Podkarpackie        | Rzeszów                            |
| Santa Cruz | Świętokrzyskie      | Kielce                             |
| Vármia-Masúria | Warmińsko-Mazurskie | Olsztyn                            |
| Pomerânia Ocidental | Zachodniopomorskie  | Estetino                           |

## Economia

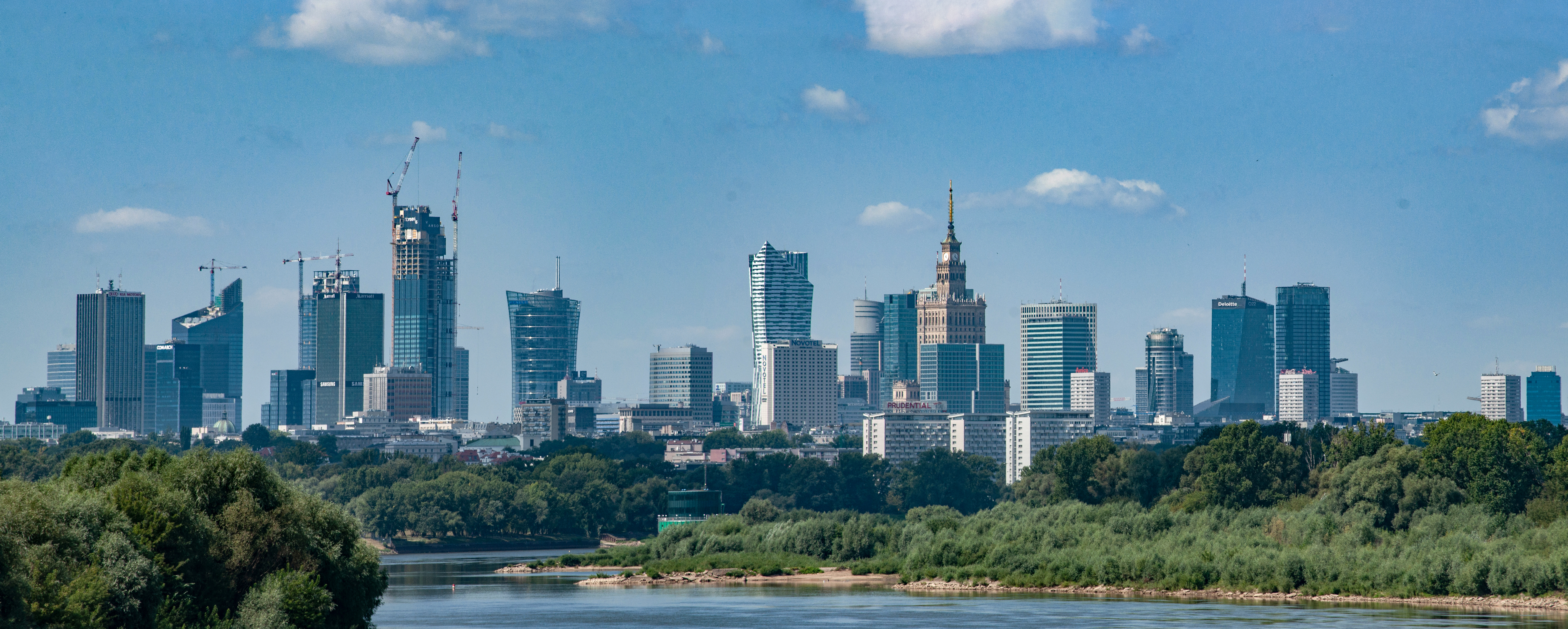
Centro financeiro de Varsóvia

A economia de alta renda da Polônia é considerada uma das mais saudáveis dos países pós-comunistas e é uma das que mais crescem dentro da UE. Por ter um mercado interno forte, baixo endividamento privado, moeda flexível e não ser dependente de um único setor de exportação, a economia polaca foi a única economia europeia que conseguiu evitar a recessão de 2008–2009.
Desde a queda do governo comunista, a Polônia tem seguido uma política de liberalização da economia. É um exemplo do processo de transição de uma economia planificada para uma economia essencialmente baseada no mercado. Em 2009, o país apresentou o maior crescimento do PIB na União Europeia: 1,6%. O setor bancário polaco um dos maiores do mundo, com 32,3 agências bancárias para cada 100 mil adultos.
Na agricultura, em 2018, o país era o maior produtor do mundo de triticale, um dos 10 maiores produtores mundiais de centeio, maçã, aveia, beterraba-sacarina, colza, batata, além de ter uma grande produção de cevada, trigo e milho. Na pecuária, em 2018, a Polônia foi o 10º maior produtor mundial de carne suína e está entre os 15 maiores produtores do mundo de leite de vaca e carne de frango, além de ter uma produção considerável de carne bovina, carne de peru e mel. As maiores exportações de produtos agropecuários processados do país, em 2019, foram: cigarro (embora o país produza pouco tabaco), chocolate (embora o país não produza cacau), comida industrializada, carne de frango, carne bovina, carne suína, massa, ração, açúcar, tabaco, queijo, wafers, bebidas em geral, café (embora o país não produza café), trigo, carne de peru, entre outros.

Principais produtos de exportação da Polônia em 2019

Em 2019, a Polônia tinha a 21ª indústria mais valiosa do mundo (US$ 99,1 bilhões), de acordo com o Banco Mundial. Neste ano foi o 24ª maior produtor de veículos do mundo (498 mil) e o 19ª maior produtor de aço (9,1 milhões de toneladas). Na mineração, em 2019, o país era o 3º maior produtor mundial de rênio; 5º maior produtor mundial de prata; o 12º maior produtor mundial de cobre; o 14º maior produtor mundial de enxofre; além de ser o 14º maior produtor mundial de sal.
As reformas estruturais na área da saúde, da educação, do sistema de aposentadoria e da administração do Estado resultaram em pressões fiscais maiores do que o esperado. Varsóvia lidera na Europa Central em investimentos estrangeiros. O crescimento do PIB tinha sido forte e constante entre 1993 e 2000, com apenas uma curta desaceleração entre 2001 e 2002. A economia teve um crescimento de 3,7% ao ano em 2003, um aumento de 1,4% ao ano em 2002. Em 2004, o crescimento do PIB alcançou 5,4%, em 2005 de 3,3% e em 2006 de 6,2%. De acordo com dados do Eurostat, o PIB polaco PPC per capita situava-se em 67% da média da UE em 2012.

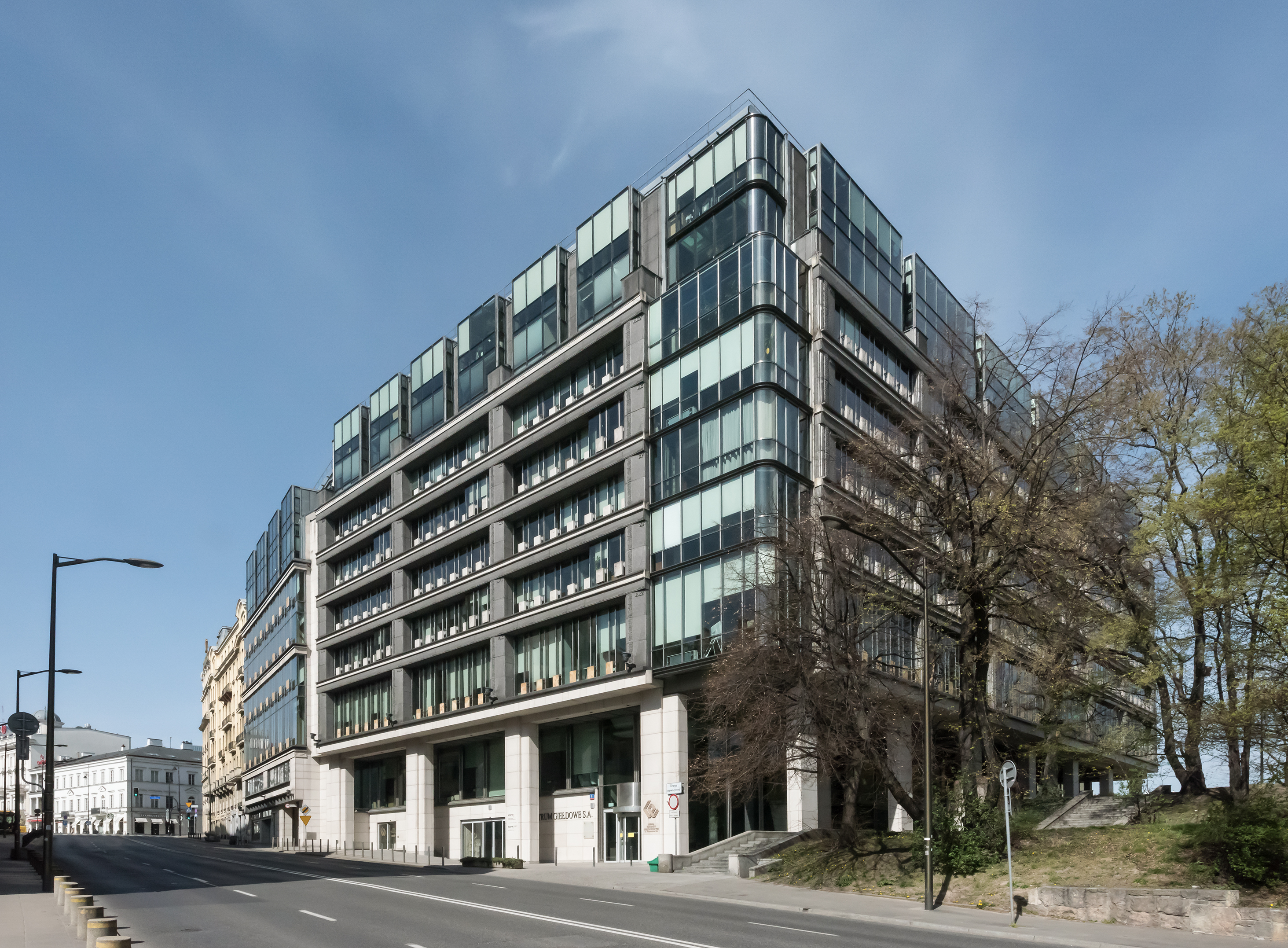
Bolsa de valores de Varsóvia, uma das maiores da Europa Oriental

O desafio econômico mais notável em 2014, é a preparação da economia (através da continuação de reformas estruturais) para permitir que a Polônia atenda aos critérios econômicos para entrar na Zona Euro. De acordo com o ministro dos Negócios Estrangeiros polaco Radosław Sikorski, o país poderia aderir à Zona Euro antes de 2016. Algumas empresas já aceitam o euro como pagamento. No entanto, a capacidade de estabelecer e realizar negócios facilmente tem sido motivo de dificuldades econômicas. Em 2012, o Fórum Econômico Mundial classificou a Polônia perto da parte inferior dos países da OCDE em termos de clareza, eficiência e neutralidade do seu quadro jurídico empresarial de resolução de disputas.
De acordo com um relatório do Credit Suisse, os poloneses são o segundo povo eslavo mais rico (depois dos tchecos) da Europa Central. Apesar da Polônia ser um país etnicamente homogêneo, o número de estrangeiros está crescendo a cada ano.
Gradualmente, a importância do turismo na economia do país aumenta. Em 2015, a Polônia foi visitada por 16,728 milhões de turistas, gerando receita de US$ 9,728 bilhões. O mais importante neste campo são as grandes cidades (Cracóvia, Varsóvia, Estetino (Szczecin), Gdansk, Białystok, Breslávia (Wroclaw) e Katowice) e áreas de lazer, por exemplo Świnoujście e Zakopane.

## Infraestrutura

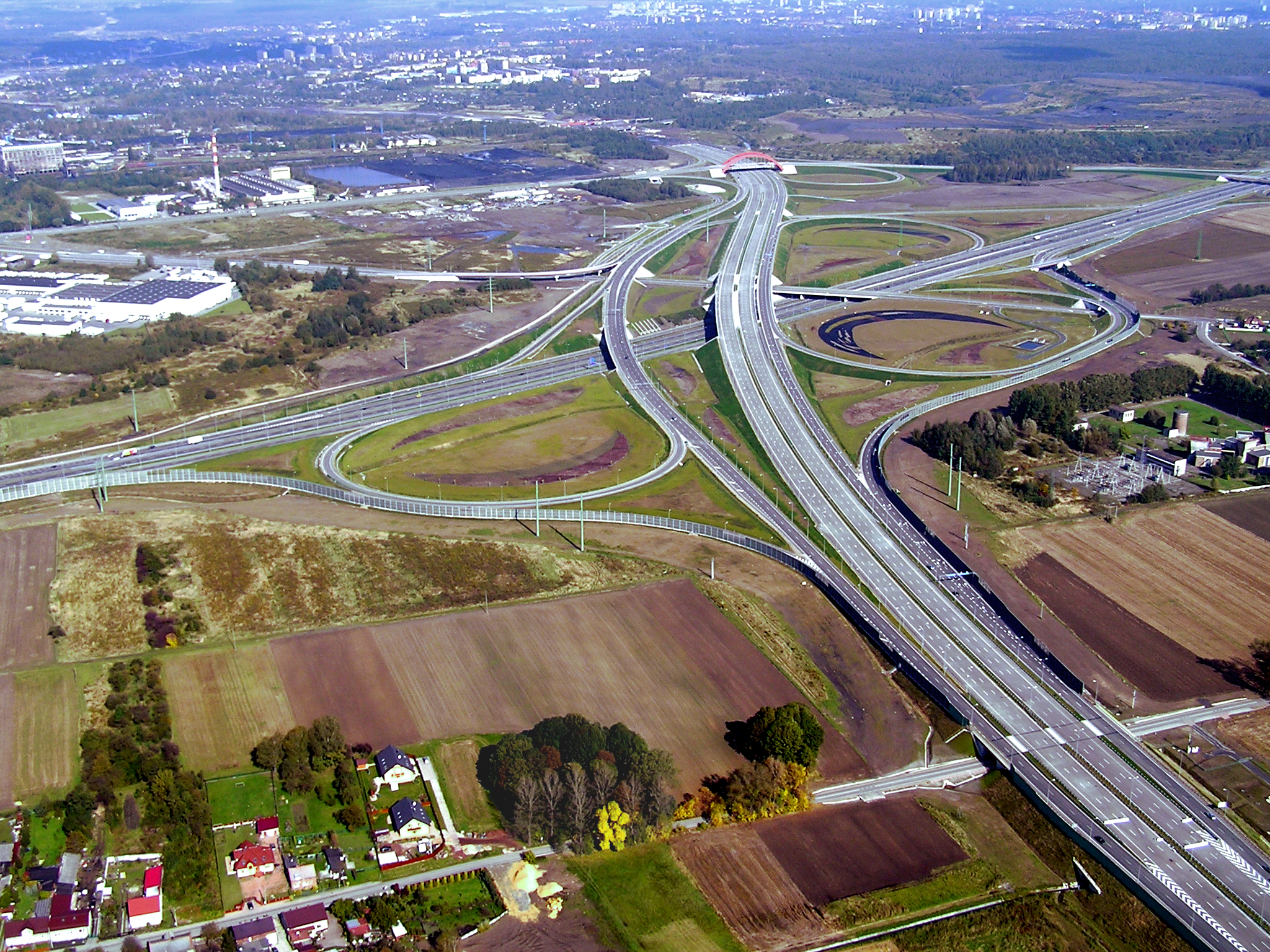
Cruzamento das autoestradas A1 e A4, perto de Gliwice

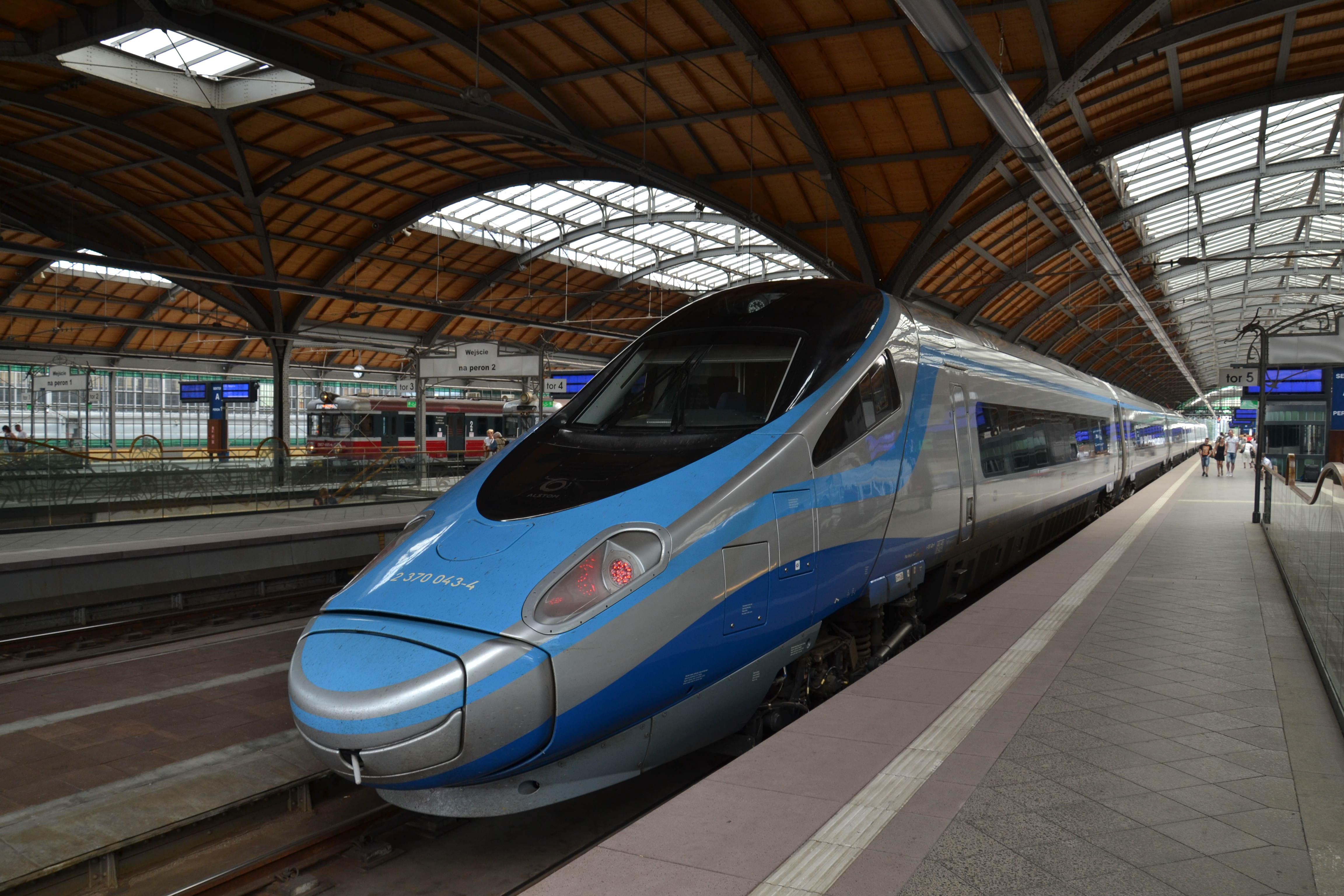
RABe 503 da Polskie Koleje Państwowe na estação de Breslávia

### Transportes
Posicionado na Europa Centro-Oriental e com uma parte leste e uma de fronteira nordeste que compreendem a fronteira terrestre mais longa do Espaço Schengen com o resto do Norte e do Centro da Europa, a Polônia tem sido e continua a ser um país-chave através do qual passam importações e exportações da União Europeia (UE).
Desde que entrou para a UE em maio de 2004, a Polônia tem investido grandes quantias de dinheiro na modernização de suas redes de transporte. O país tem agora uma rede de vias expressas desenvolvimento composta por autoestradas como a A1, A2, A4, A18 e vias rápidas, como a S1, S3, S5, S7, S8. Além dessas estradas recém-construídas, muitas estradas locais e regionais estão sendo reformadas parte de um programa nacional para reconstruir todas as estradas polonesas.
No que diz respeito às ferrovias, quase a mesma situação está acontecendo. As autoridades polacas iniciaram um programa pelo qual elas esperam aumentar as velocidades de operação de toda a rede ferroviária polonesa. A Polish State Railways (PKP) está usando o novo material circulante, dez novas máquinas Siemens Taurus ES64U4 capazes de velocidade equivalente 200 km/h. Finalmente, há um plano para introduzir linhas ferroviárias de alta velocidade no país por volta do fim de 2014. O governo polonês revelou que tem a intenção de conectar todas as grandes cidades para uma futura rede ferroviária de alta velocidade até 2020.

### Ciência e tecnologia

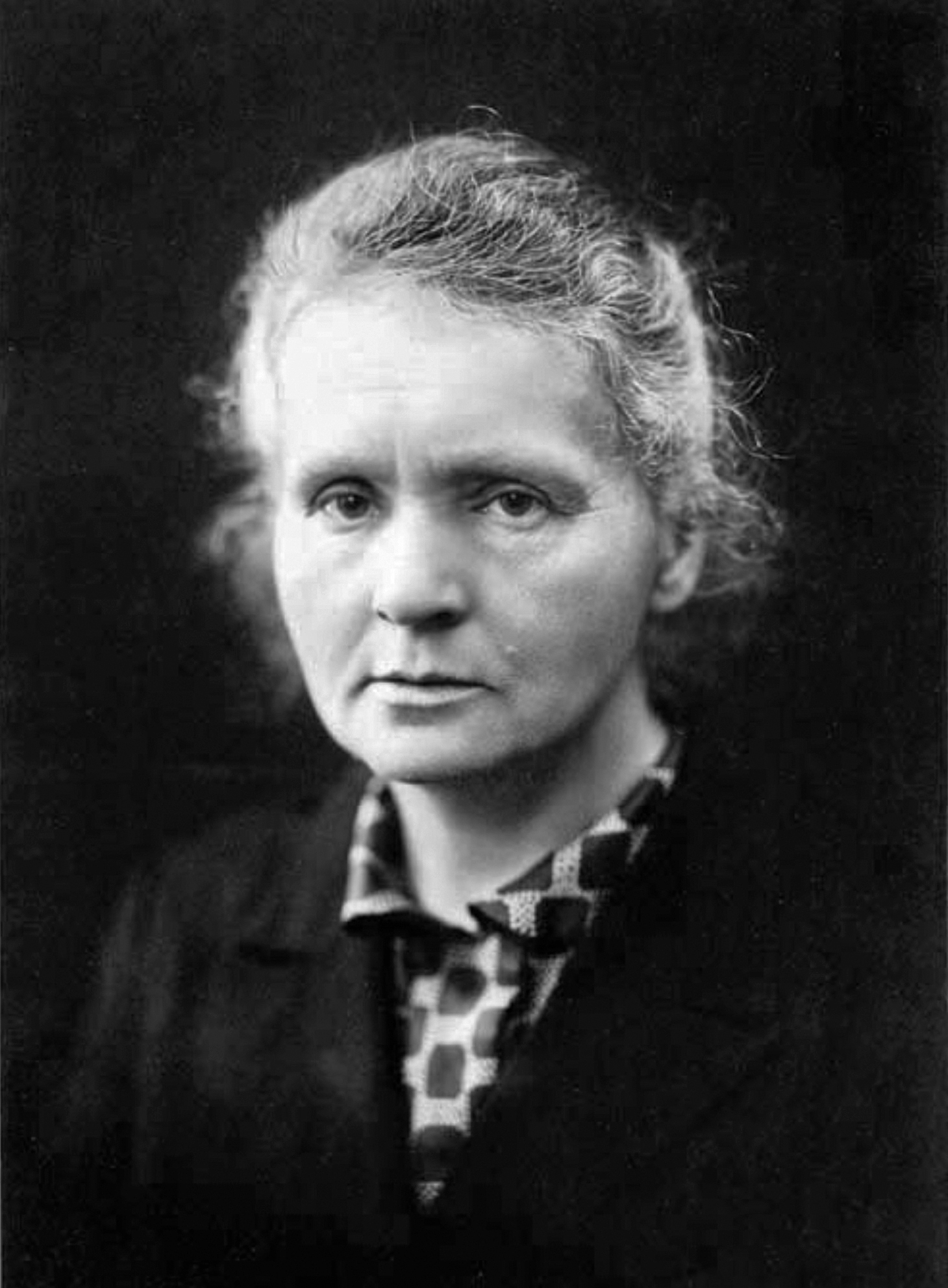
Marie Curie, ganhadora do Prêmio Nobel de Física de 1903 do Prêmio Nobel de Química de 1911

De acordo com a Frost & Sullivan's Country Industry Forecast, o país está se tornando um local interessante para investimentos em pesquisa e desenvolvimento. Empresas multinacionais, tais como ABB, Delphi, GlaxoSmithKline, Google, Hewlett-Packard, IBM, Intel, LG Electronics, Microsoft, Motorola, Siemens e Samsung criaram centros de pesquisa e desenvolvimento na Polônia. Mais de 40 centros de pesquisa e desenvolvimento e 4 500 pesquisadores fazem do país o maior centro de pesquisa e desenvolvimento na Europa Central e Oriental. Empresas escolheram a Polônia por causa da disponibilidade da força de trabalho altamente qualificada, a presença de universidades, o apoio das autoridades e o maior mercado da Europa Central.
Hoje as instituições de ensino superior da Polônia; universidades tradicionais (encontrados em suas principais cidades), bem como instituições técnicas, médicas e econômicas, empregam cerca de 61 mil pesquisadores e membros da equipe de pesquisa. Há cerca de 300 institutos de pesquisa e desenvolvimento, com cerca de 10 mil pesquisadores. No total, existem cerca de 91 mil cientistas na Polônia hoje. No entanto, nos séculos XIX e XX, muitos cientistas poloneses trabalharam no exterior um dos maiores desses exilados foi Maria Skłodowska-Curie, física e química que viveu boa parte de sua vida na França. Na primeira metade do século XX, a Polónia era um centro florescente da matemática. Matemáticos poloneses proeminentes foram formados pela Escola de Matemática de Lviv (como Stefan Banach, Hugo Steinhaus, Stanisław Ulam) e pela Escola de Matemática de Varsóvia (como Alfred Tarski, Kazimierz Kuratowski, Wacław Sierpiński). Os acontecimentos da Segunda Guerra Mundial levaram muitos deles para o exílio. Tal foi o caso de Benoît Mandelbrot, cuja família deixou a Polônia quando ele ainda era uma criança. Um aluno da Escola de Matemática de Varsóvia foi Antoni Zygmund, um dos grandes nomes da análise matemática do século XX.
De acordo com um relatório da KPMG, 80% dos atuais investidores da Polônia estão satisfeitos com a sua escolha e dispostos a reinvestir no país. Em 2006, a Intel decidiu dobrar o número de funcionários no seu centro de pesquisa e desenvolvimento em Gdansk.

### Educação

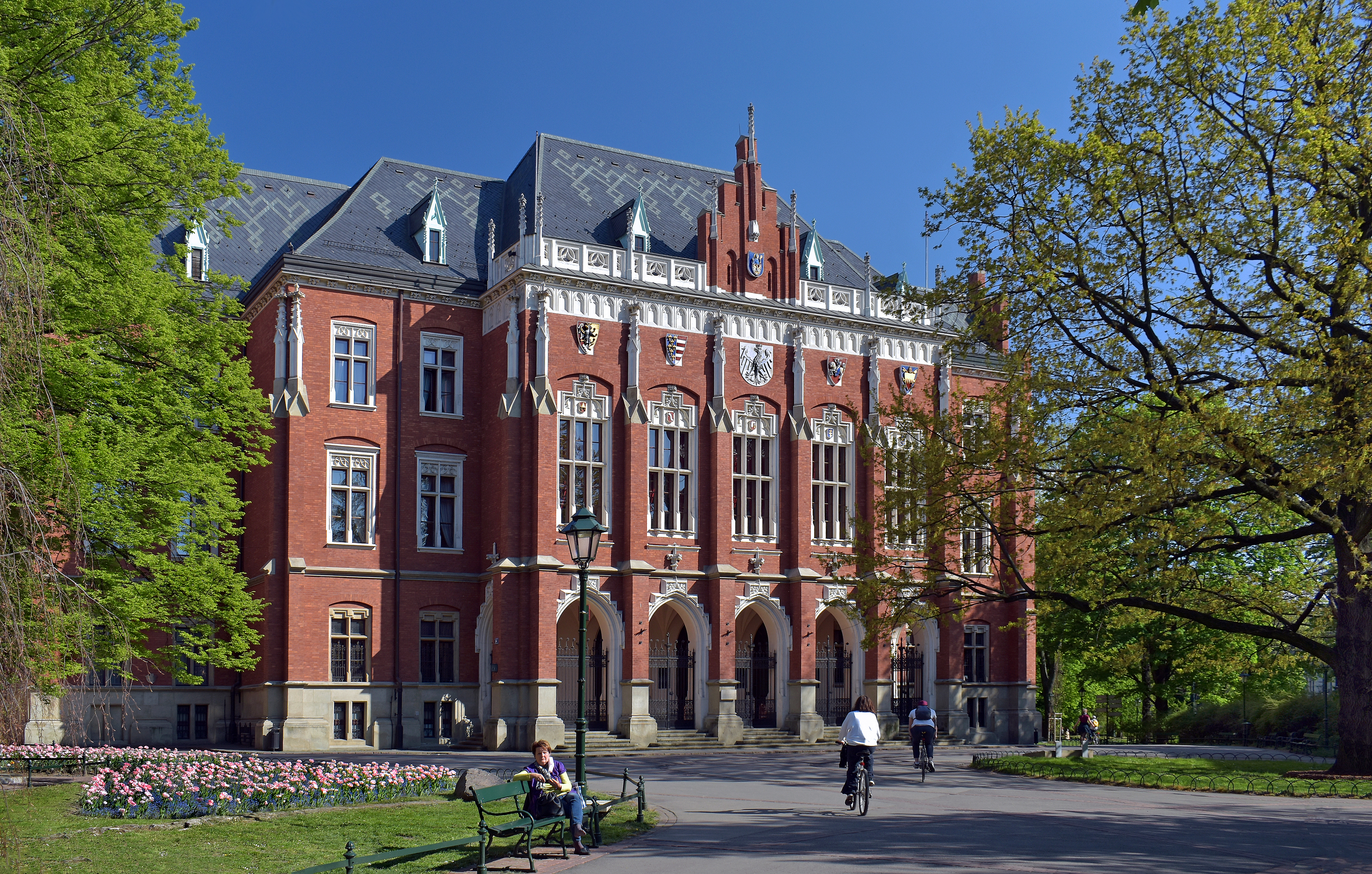
Universidade Jaguelônica, em Cracóvia, fundada em 1364, é a mais antiga instituição de ensino superior do país e uma das mais antigas do mundo

O Programa Internacional de Avaliação de Alunos (PISA), coordenado pela Organização para a Cooperação e Desenvolvimento Econômico (OCDE), classificou sistema educacional polonês em 2012 como o 10º melhor do mundo, quando alcançou uma pontuação mais elevada do que a média da OCDE.
A educação na Polônia começa na idade de cinco ou seis anos (com a idade particular escolhido pelos pais) para o jardim de infância e seis ou sete anos na primeira classe do ensino primário. É obrigatório que as crianças participem de um ano de educação formal antes de entrar na primeira classe, no mais tardar até 7 anos de idade. A punição corporal de crianças nas escolas é oficialmente proibida desde 1783 (antes das partições) e criminalizada desde 2010 (nas escolas, bem como em casa).
No final da sexta série, quando estão com 13 anos, os alunos fazem um exame obrigatório que determinará sua aceitação e transição para uma escola secundária inferior específico. Em seguida, fazem outro exame obrigatório para determinar o nível escolar secundário vão participar. Existem várias alternativas, sendo a mais comum dos três anos em uma liceum ou quatro anos em um technikum. Ambos terminam com um tipo de vestibular e pode ser seguido por várias formas de educação superior, levando a licenciatura, magistério ou doutorado.
Existem 500 instituições de nível universitário para o exercício do ensino superior na Polônia, um dos maiores números da Europa. A Universidade Jaguelônica, em Cracóvia, foi a primeira universidade polonesa, fundada em 1364 pelo rei Casimiro III, como a 19ª universidade mais antiga do mundo.

### Saúde

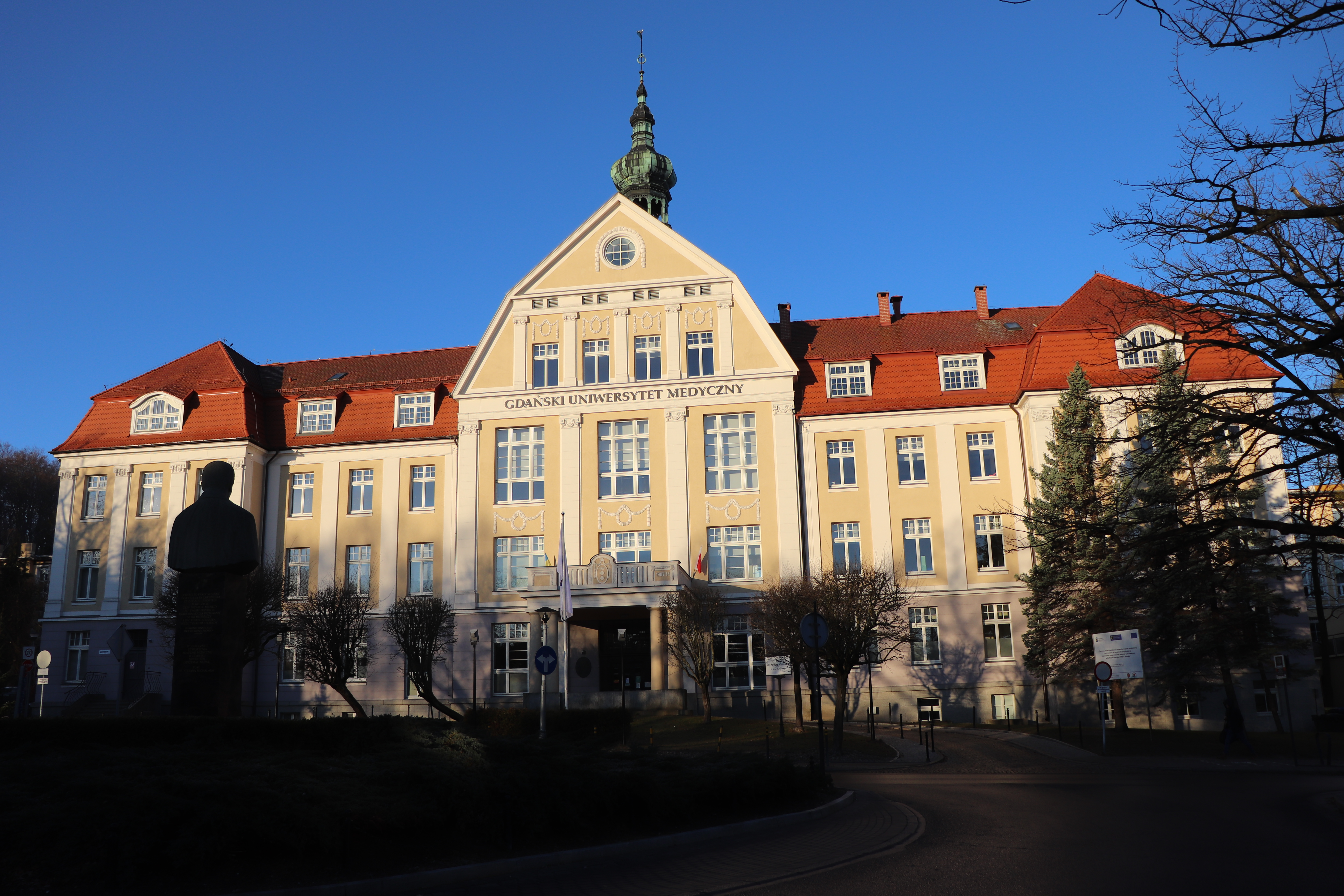
Centro médico da Universidade de Medicina de Gdansk

O sistema de saúde polonês é baseado em um sistema de seguro total. O Estado subsidia o sistema, que está disponível para todos os cidadãos polacos. No entanto, não é obrigatório ser tratado em um hospital público, sendo que há uma série de complexos médicos privados em todo o país.
Todos os prestadores de serviços médicos e hospitais no país são subordinados ao Ministério da Saúde, que fornece supervisão e fiscalização da medicina geral, além de ser responsável pela administração do cotidiano do sistema. Além desses papéis, o ministério também está encarregado da manutenção de normas de higiene e de cuidados do paciente.
Em 2012, a indústria de cuidados de saúde polaca sofreu uma transformação. Os hospitais passaram a dar prioridade para reforma, quando necessária. Como resultado desse processo, muitos hospitais foram atualizados com o mais recente equipamento médico. Em 2013, a expectativa de vida média ao nascer era de 76,45 anos (72,53 anos homens/ 80,62 anos mulheres).

### Energia
Em 2021, a Polônia tinha, em energia elétrica renovável instalada, 2 384 MW em energia hidroelétrica, 6 958 MW em energia eólica (17º maior do mundo), 6 257 MW em energia solar (20º maior do mundo), e 784 MW em biomassa.

## Cultura

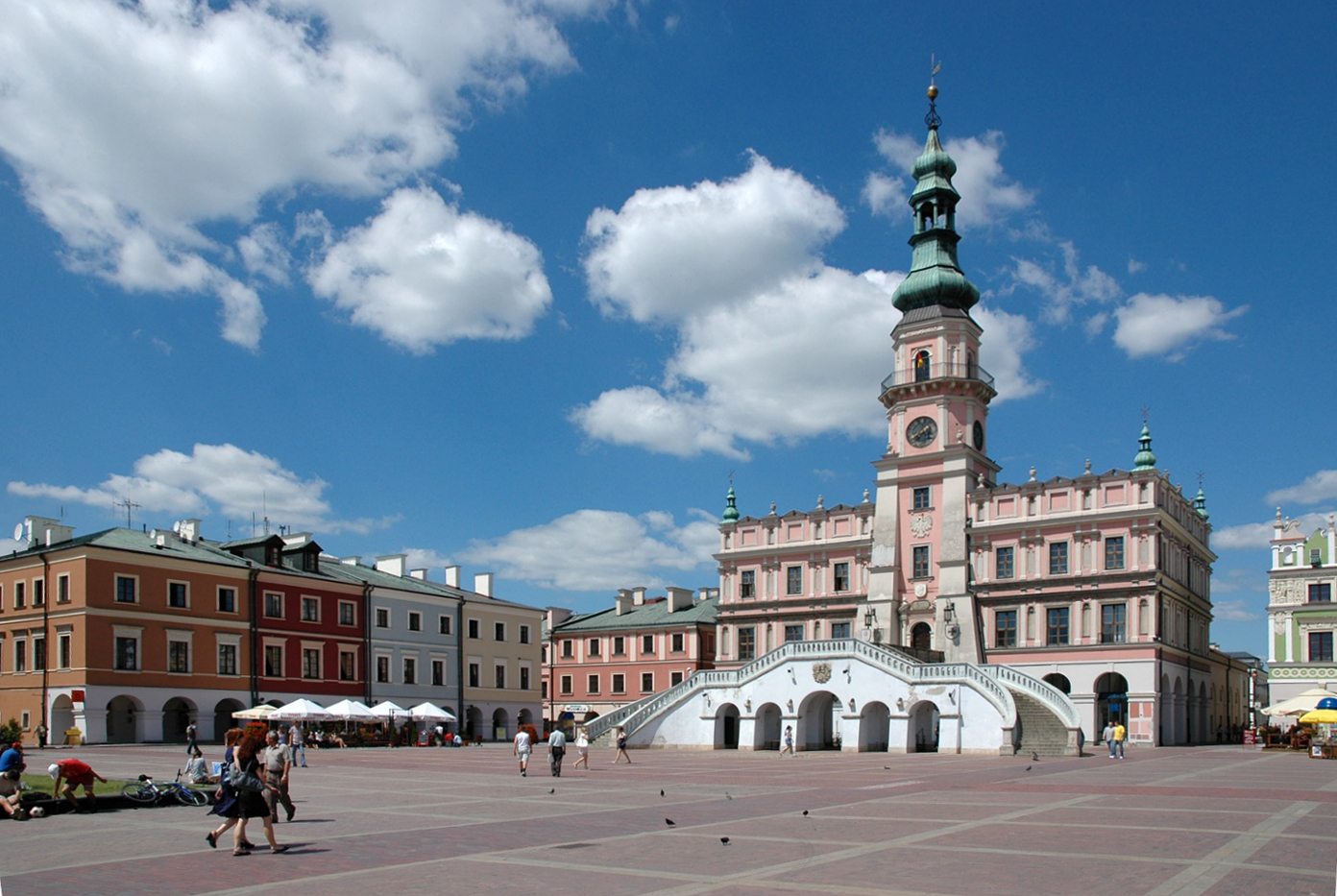
Zamość é um Patrimônio Mundial pela UNESCO

A cultura da Polônia está intimamente ligada com a sua intrincada história de mais de mil anos. Seu caráter único desenvolvido como resultado da sua geografia, na confluência das culturas europeias. Com origens na cultura do proto-eslavos, ao longo do tempo a cultura polonesa foi profundamente influenciada por seus laços entrelaçadas com os mundos de germânicos, latinos e bizantinos, bem como no diálogo contínuo com os muitos outros grupos étnicos e minorias que vivem na Polônia. O povo polonês tem sido tradicionalmente visto como hospitaleiro para artistas do exterior e ansioso para seguir as tendências culturais e artísticas populares em outros países. Nos séculos XIX e XX, o foco polonês no avanço cultural muitas vezes tem precedência sobre a atividade política e econômica. Esses fatores contribuíram para a natureza versátil de arte polonesa, com todas as suas nuances complexas.
A Polônia tem uma longa tradição de tolerância em relação às minorias, bem como a ausência de discriminação em razão da religião, nacionalidade ou raça. Antes da Segunda Guerra Mundial, as minorias étnicas eram uma proporção significativa da população polonesa. O país tem mantido um alto nível de igualdade de gênero, um movimento pelos direitos estabelecidos e promove a igualdade pacífica. A Polônia foi o primeiro país do mundo a proibir os castigos corporais em todas as suas formas.

### Esportes

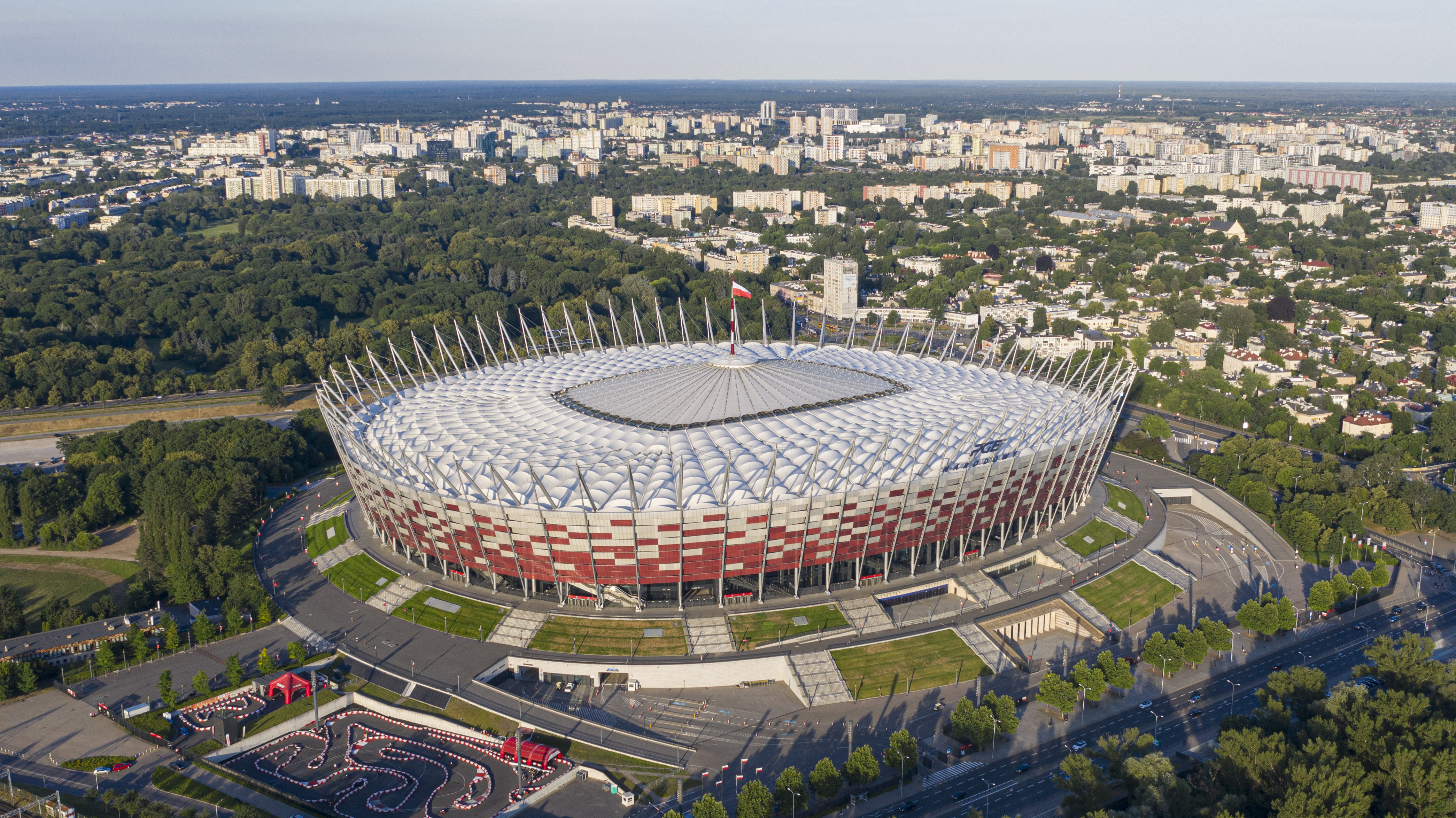
Estádio Nacional de Varsóvia, a sede da Seleção Polonesa de Futebol e um dos palcos do Campeonato Europeu de Futebol de 2012

O futebol é o esporte mais popular do país, com uma rica história de competição internacional. Atletismo, basquetebol, voleibol, andebol, boxe, MMA, speedway, saltos de esqui, esqui cross-country, hóquei, tênis, esgrima, natação e levantamento de peso são outros esportes populares no país.
A era de ouro do futebol na Polônia ocorreu na década de 1970 e continuou até o início dos anos 1980, quando a equipe nacional de futebol polonesa alcançou os melhores resultados em todas as competições da Copa do Mundo FIFA, ficando em terceiro lugar nas edições de 1974 e 1982. A equipe ganhou uma medalha de ouro no futebol nos Jogos Olímpicos de Verão de 1972 e também ganhou duas medalhas de prata em 1976 e 1992. A Polônia, juntamente com a Ucrânia, sediou o Campeonato Europeu de Futebol de 2012.
A Seleção Polonesa de Voleibol Masculino está classificada em quarto lugar no mundo e a Seleção Polonesa de Voleibol Feminino está classificada em 15º. Mariusz Pudzianowski é um concorrente forte altamente bem-sucedido e ganhou títulos World's Strongest Man mais do mundo do que qualquer outro concorrente no mundo, ganhando o evento em 2008 pela quinta vez. O primeiro piloto polonês de Fórmula Um, Robert Kubica, popularizou o esporte no país. A Polônia fez uma marca distintiva na motocicleta speedway correndo graças a Tomasz Gollob, um piloto polonês de grande sucesso. A seleção polonesa de speedway é um dos principais times internacionais e é muito bem-sucedido em várias competições.

### Feriados
| Data                | Nome em português                                  | Nome local                                                      | Observações                                                                          |
| ------------------- | -------------------------------------------------- | --------------------------------------------------------------- | ------------------------------------------------------------------------------------ |
| 1 de janeiro        | Ano Novo                                           | Nowy Rok                                                        |                                                                                      |
| 6 de janeiro        | Epifania                                           | Święto Trzech Króli                                             |                                                                                      |
|                     | Páscoa                                             | Święta Wielkanocne                                              | Domigo e Segunda de Páscoa                                                           |
| 1 de maio           | Dia do Trabalhador                                 | Święto Pracy                                                    |                                                                                      |
| 3 de maio           | Dia da Constituição                                | Święto Konstytucji 3 Maja                                       | Comemoração da Constituição de 3 de Maio de 1791                                     |
|                     | Pentecostes                                        | Zesłania Ducha Świętego - Zielone Świątki                       |                                                                                      |
|                     | Corpus Christi (Corpo de Deus)                     | Boże Ciało                                                      |                                                                                      |
| 15 de agosto        | Assunção de Nossa Senhora e Dia das Forças Armadas | Wniebowzięcie Najświętszej Marii Panny, Święto Wojska Polskiego | O Dia das Forças Armadas serve como recordação da guerra com os bolcheviques em 1920 |
| 1 de novembro       | Dia de Todos os Santos                             | Dzień Wszystkich Świętych                                       |                                                                                      |
| 11 de novembro      | Dia da Independência                               | Dzień Niepodległości                                            | Em 1918, após 123 anos de inexistência                                               |
| 25 e 26 de dezembro | Natal                                              | Boże Narodzenie                                                 |                                                                                      |